# 井上和彦 (声優)
井上 和彦（いのうえ かずひこ、1954年3月26日 - ）は、日本の声優、ナレーター、舞台俳優、音響監督。神奈川県横浜市南区浦舟町、西区久保町出身。B-Box所属。

## 来歴

### 生い立ち
神奈川県横浜市南区浦舟町の横浜医科大学付属病院（現：横浜市立大学附属市民総合医療センター）で誕生。その後、高校卒業まで西区久保町で育つ。
小さい頃は痩せていたことから、「もやし」、「糸こんにゃく」というあだ名で呼ばれていたこともあった。性格は明るかったといい、リーダーシップがある方ではなかったが、朗らかでのほほんとした子供であった。近所のお兄ちゃんに連れられ、当時富士急ハイランドでしていたオールナイトのスケートに行ったこともあった。
小学6年生の謝恩会の時に舞台に立ったが、当時は後に声優として活動することになるとは予想もしていなかった。ただし、なんとなく「CMのナレーターなんかいいなあ」と城達也、黒沢良の声に憧れていた。
横浜市立稲荷台小学校、横浜市立岩井原中学校を経て横浜市立横浜商業高等学校を卒業。高校3年生位の頃、早朝ボウルがあったためボウリングを始める。その時はボウリングが大ブームで、プロボウラーが活躍していた大会がテレビで放送されており、その影響で両親と週に2、3回はボウリングに行っていた。高校3年生になり進路を決める際に「プロボウラーになりたい」と言ったところ、父親は「なにー!?」といったような反応であったが、何とか許してくれた。同時に学校で決められた所に行くのは嫌で、いわば「駅弁を持って何処かへ行くのではなく、手作りの弁当でなければ食べた気がしない」といった心境で「じゃボウリング場にしよう」ということで、プロボウラーを目指して高校卒業後、学校近くのボウリング場の「タニーボウル」に就職する。しかし、思い描いた理想と現実のギャップに戸惑い、人と話すことが苦手になり半年で退職する。井上は当時を振り返って「色んなことがあって人間不信に陥り、他人が乗っているエレベーターに一緒に乗ることさえ苦痛だった」と語っている。その後、2か月ほど一人暮らしのアパートに引きこもって過ごすが、生きるために働かねばと発奮し、テレビ局の大道具係の仕事を始める。井上は「道具を扱うだけの仕事だろう」と高をくくって選んだと語っているが、実際にやってみたらハードで驚いたという。しかし、この仕事で心身ともに弱っていた自分が強くなり、感謝していると語っている。
そんな折、ボウリング場勤務時代の同僚が声優になりたいと言うので、当時銀座にあった養成所・テレビタレントセンター東京校の試験を一緒に受けることになる。当初は声優や役者の仕事に興味が無かったが、人と話す訓練のつもりで試験を受けたら合格したという。なお、井上を誘った同僚は試験に落ちた。その養成所の講師には、後年井上の師匠となる永井一郎がおり、養成所に通っていた1年間のうち後半の半年間は永井の指導を受けた。養成所に通っていたころは、喫茶店、立ち食い蕎麦屋、ビラ配り、ビルの清掃員など様々なアルバイトを掛け持ちしていた。養成所の同期には郷里大輔、中谷ゆみ、川島千代子がいて、その中でも同期の郷里とは同じクラスだったことで仲が良く、アルバイトを探していた時に郷里から仕事を紹介してもらったこともあった。郷里もあまり芝居の経験がなかったため、「いやー芝居って何だろうね井上ちゃん」、「わかんないよね。でもあの人上手いよね。何で上手いんだろうね」と話しながら、カセットテープにラジオ、テレビのセリフを録音して、台本を作り練習していた。わからないことだらけであったが、必死で2人で芝居の研究をしていた。当時については「彼がいなかったら、たぶん声優にはなっていなかった」と回想している。
養成所を卒業後は、半年ほどフリーで活動しており、プロダクションやテレビ局に売り込み、挨拶まわりをしていた。その時、偶々ラジオ関東（現:ラジオ関東）のディレクターに知り合いがおり、その人物がACCが主催するコンテストに作品を出したことから「ナレーションやってみないか」と呼ばれた。念願のナレーションだっため、急いでオーディションを受けたところ、素人のような喋り方が新鮮に聞こえたようで、見事合格した。1982年時点でもそのテープが家にあり、たまに聞くと恥ずかしいぐらい素人そのもので、「よく受かったもんだ」と振り返っている。そのコンテストで奨励賞を貰った。最初の仕事で賞を受けたことは嬉しかったという。後で聞いたところによると、予選で半分落とし、残りは皆奨励賞だったという。その後は講師である永井の推薦で青二プロダクションに所属する。所属事務所の経歴は、青二プロダクション→ぷろだくしょんバオバブ→81プロデュース→大沢事務所→元氣プロジェクトとなっている。元氣プロジェクト移籍後社長に就任。妻の越智静香が副社長を務めた。その後、井上和彦、越智静香夫婦でB-Boxを設立。養成所時代から、CMやテレビドラマの仕事を貰っていたことから、井上は当初「わりと簡単にお仕事をもらえる世界なのかな」と甘く見ていたが、プロダクション所属になってからは仕事をするよりアルバイトをする時間の方が長かったと回想している。

### キャリア
初めての仕事はラジオCM『虎屋の水羊羹』であった。テレビアニメとしてのデビューは『マジンガーZ』（1973年）の兵士役。『UFOロボ グレンダイザー』（1975年）で初めてレギュラーの座を獲得するものの、1回呼ばれただけで降板させられた。この経験について井上はとても悔しかったと語っており、アパートの部屋で枕に顔を押し付けて泣いたという。それ以来、近所の河原に行っては「大変です! UFOが来ます…」というその時の台詞を繰り返し発声して練習したと振り返っている。その後『一休さん』（1976年）の哲斉役で初めて名前のある役に抜擢され、『キャンディ・キャンディ』（1976年）のアンソニー・ブラウン役を経て、『超合体魔術ロボ ギンガイザー』（1977年）の主人公白銀ゴロー役で初の主演となった。
その後、『サイボーグ009』（1979年）の主人公・009（島村ジョー）役に選ばれる。井上自身、この作品に出演したことが声優として最初の転機だったと語っており、二枚目声優としての地位を確立。以後も様々なヒーローや二枚目役を演じることとなった。
また、『美味しんぼ』（1988年）の主人公・山岡士郎役に選ばれたことは、二度目の転機になったと井上は語っている。

### 現在まで
以来、テレビアニメ、外国映画の吹き替え、ナレーションなどの各分野で幅広く活動し、2009年には、第3回目となる声優アワードの助演男優賞を受賞した。
声優以外にも、『人造人間キカイダー THE ANIMATION』以降は音響演出としても活動しており、『リアルバウトハイスクール』、『機動新撰組 萌えよ剣TV』、『スパイラル －推理の絆－』のほか『tactics』、『うえきの法則』ではアフレコ監督を務めた。音響演出として活動することになったのは石ノ森章太郎の『人造人間キカイダー』 がアニメ化される時に、「演出を誰に頼もうか」ということで、石ノ森プロの人物が「和彦さんがいいんじゃないか、『サイボーグ009』もやってくれていたし」と提案した。そこで音響会社の社長から「和彦さんやってくんない？」と依頼があり、「いやいやいや！　初めてですよ。俺でいいんですか？」と困惑したが、「大丈夫だと思うから。何かあったら助けるから」と言われ「それじゃあやります」と承諾した。
ダビング待ちで時間をとられることなどが声優業に支障をきたすことから、その後演出家としての活動は休止するが、この時の経験から芝居以外の音響演出に考えが及ぶようになり、その後の声優業に役立っていると語っている。
2022年、第9回Yahoo!検索大賞声優部門で4位を獲得。

## 人物・特色
声種はハイバリトン。声優としては、アニメ、外画吹き替え、ナレーションなどで活躍している。低く落ち着いた声質が特徴。その声を活かした二枚目な役を演じている。
趣味はボウリング、ウィンドサーフィン、釣り、スキー、ゴルフ、歌。ウィンドサーフィンに関しては同い年の声優・古谷徹に勧めたところ、古谷もウィンドサーフィンに熱中するようになり、趣味のひとつになったという。好きな言葉は「ありがとう」。

### 交友・対人関係
タレント養成所の講師だった永井一郎の推薦で入った青二プロダクションでは、分裂騒動時に富田耕生側へついてぷろだくしょんバオバブへ移籍したために永井の逆鱗に触れて7年間絶縁したが、のちに和解している。
小杉十郎太とは同じ横浜市出身であり、小杉が通っていた中学校は井上が通っていた高校と川を挟んだ向かい側にあったという。井上は弓道場から中学校のグラウンドが見えており、その頃は面識がなかったが、中学生が部活をしている姿など、蹴ったボールが川に落ちて、慌てて取りに行っている姿を「あ〜、またやってるよ(笑)」と見ていたという。
野島裕史が主催するロードバイクチーム「VOICYCLE」のメンバーとしても活動している。

### 家族
実家は中華食堂を営んでおり、土日はかき入れ時で両親も休まず働いていた。小学2年生の時に担任の教師が「お子さんと過ごす時間がすごく短いから、なるべく一緒に遊んであげてくださいね」と言ったことで、次の週から日曜日は店が休みになり、それがきっかけで父親と遊びに行くようになった。母親の実家が小田原市だったため、夏休みにはそこで生活したこともあった。体が細くて弱かったことから、「原っぱや田んぼを駆けまわれば少しは元気になる」という理由で預けられたのだろうと語っている。
8歳年下の弟がいる。
父親が第二次世界大戦で広島市にて従軍中、原子爆弾によって被爆した被爆2世である。井上は毎年、広島と長崎の原爆投下日である8月6日と9日に自身のブログにおいて、戦争や原爆に対する思いを綴っている。
3回の結婚歴と離婚歴がある。最初の結婚相手は漫画家のいがらしゆみこで石ノ森章太郎夫妻が仲人として1977年8月15日、いがらしゆみこの事務所アイプロの慰安旅行でハワイに行った際にマウイ島のワイオラ教会で挙式、いがらしゆみこの胎内には長女がいた。「キャンディ・キャンディ」の印税で億万長者となったいがらしゆみこと駆け出しの若手声優だった井上和彦が結婚したことが当時話題となり週刊誌ネタになっていた。その後の再婚相手は声優の荒川美奈子と大阪で挙式、そして女優の越智静香との再々婚で神奈川県鎌倉市で挙式であったが、2012年3月に離婚している。いがらしゆみことの間に一般人の長女と元ジャニーズJr.で女装タレントいがらし奈波として活動する長男の五十嵐慶一がいる。なお、いがらし奈波が父である井上と初めて会ったのは15歳の時とインタビューで答えている。

### その他エピソード
小さい頃は、パイロット、エンジニアになりたかったという。
小さい頃は昔あった貸本屋で漫画を読んでいた。自分で初めて漫画を買ったのは小学生の頃で、当時『週刊少年マガジン』に連載されていた楳図かずおの『半魚人』を読み、衝撃を受けた。あまりにも衝撃的で「こんなのあったら怖いな」と思いながら、結局話の続きが気になり全巻そろえたという。中学生の頃には石ノ森章太郎の『サイボーグ009』や白土三平の『ワタリ』なども読み、友人が皆漫画のキャラクターを真似して描いていた。声優デビュー後は、オーディション、仕事関係で漫画を読むことがメインになってしまったという。
中学、高校時代は弓道部に所属していた。そこでの筋トレを通して筋肉がつき、丈夫になった。高校1年生の時に神奈川県大会で個人優勝した経験を持つ。中学時代、通学路の途中の原っぱで弓を弾いていたおじいさんと出会い、放課後に弓道の手ほどきを受けていた。
初主演の『超合体魔術ロボギンガイザー』では録音ディレクターの本田保則から「もっと頭のこっちのほうから出てくる声を出して」など感覚的なアドバイスをされ、言われた感じでやってみると「ああ、なるほど」と思った。
『機動戦士Zガンダム』ではジェリド・メサ役を演じているが、飛田展男によるとカミーユ・ビダン役のオーディションも受けていたという。
『美味しんぼ』の山岡士郎役は、普段は二日酔いで出てくるシーンが多く料理の話になるとピリッとする役で、最初は普段がカッコよすぎてヒーローみたいだとダメ出しをされていたが、あるディレクターのボソボソした喋り方をイメージしたらOKが出たという。それまでは力を抜いて台詞を喋ってはいけないと思っていたが、力を抜いた芝居をすることでピリッとする時の変化も出せる、普通の人もオンとオフがあると新たな発見になったという。また、料理がテーマであるため酒を飲んだ時や料理を食べた時の感情を意識するようになったという。
役作りでは最初のインスピレーションを大事にしており、『天空戦記シュラト』のレイガ役はオーディションの台詞は男の口調だったが、キャラ表を見た際にオネエだと思い、普段はオネエキャラで戦う時は男らしく演じてみると受かったという。
外画吹き替えではマッツ・ミケルセン（本人公認）をはじめとして、アーロン・エッカートやジョン・トラボルタ、アンディ・ラウ、マシュー・フォックスなどの俳優を持ち役としている。また真田広之の海外出演作の吹き替えも複数担当した経験がある。吹き替えではトム・ハンクス主演の『キャスト・アウェイ』が特に印象深いという。外画は「この人はどういう思いで、この役を演じたんだろう」と考え、なんとなく「こういう気持ちだったのでは」と分かってくることがあるためすごく嬉しいと語っている。

### マッツ・ミケルセンとの関わり
マッツ・ミケルセンの吹き替えは、『ハンニバル』（テレビドラマ版）で初担当して以降、大半の作品を担当するようになり、現在では「マッツ・ミケルセンの吹替でお馴染み」「ファンからも待望の声」と評されるほどに定着した。2016年には、『ドクター・ストレンジ』のPRのために来日したマッツと対面を果たし、握手を交わした。当時、声優の仕事を始めて44年目となる井上は吹き替えを担当する俳優との対面は自身のキャリアの中で初めての出来事であったといい「頑張ってて良かった」とコメントを残している。
その際にマッツはデンマークでも吹き替え版が普及していると説明し、かつて自分も吹き替えに挑戦したことを「本当にひとつのアート。声を映像に合わせると同時に、自分のものとして表現しなければいけない。僕も一度挑戦しましたが、とても難しかった」と述懐した。同時に「素晴らしい芸術の一つなのに、過小評価されている。なので、井上さんに大きな拍手を送ってください」と敬意を表し、最後には「僕の声を日本で当ててくださっている方がこんなにハンサムで嬉しいです」とお墨付きを貰った。最大限の賛辞を受けた井上は「3年以上マッツさんの声をやり続けてきたので、やっとお会いできて嬉しいです。もっと近寄りがたい方なのかと思っていたんですが……こんな言い方したら失礼ですけど、“そのへんにいる優しいお兄さん”みたい（笑）。すごくフレンドリーです」と語った他、楽屋でマッツにサインを求めた際に「君は僕かい？」と言われたと振り返っている。
2023年に開催された大阪コミコン2023では5月6日に『日髙のり子のボイスアクターズ』の特別ステージに出演したが、同日にマッツもコミコンに登壇するために来日しており、直接の共演こそないものの同じ会場に居合わせることになった。休憩時間にバックヤードでマッツとの再会を果たしたが、マッツは井上を見つけるなり「My Voice!(自分の声)」と駆け寄り、アナザーラウンドの演技などについて質問をされたことを明かした。
マッツの魅力について井上は「いきなりしゃべらないで、まず（マッツの）顔が出てくるじゃないですか。うわ、来た！と思って。そしてマッツさんは、しゃべる寸前に口がパカッと開くんですよ。あれがセクシー」と分析しており、台本に入っていない箇所もディレクターと『ちょっと息を入れていいですか』と相談した上で付け足すなど、細やかなこだわりを込めていることも明かしている。また、吹き替える上での秘訣については「（マッツの場合は）なにを考えているのか、どんな演技プランを立てているのかわからない。たたずまいがそのまま役になっているから。どうするの？と思って、細胞からなにからマッツさんになろうと思った。僕はお腹だって出ているし、なれないんだけど（苦笑）。“なろう”という気持ちでじっと画面を見ていると、どういうことを考えているのか、どういう気持ちなのかが、なんとなくわかるような気がしてくるんです」と吐露した。『インディ・ジョーンズと運命のダイヤル』で担当した際には、「マッツさんはノリに乗ってるな〜と思いました。とにかくテンション高く演じられていて、マッツさんもインディ・ジョーンズの世界が大好きなんだろうなと感じました」とコメントし、またマッツのことを「チャーミングでカッコいい方」と評した。
『残された者 -北の極地-』では予告ナレーションを行なっている。

## 出演
太字はメインキャラクター。

### テレビアニメ
1973年
- マジンガーZ（兵士）

1974年
- アルプスの少女ハイジ

1975年
- 一休さん（哲斉〈3代目〉）
- ゲッターロボG（兵士A）
- UFOロボ グレンダイザー（研究員、ベガ兵、ベガ大王親衛隊）

1976年
- キャンディ・キャンディ（丘の上の王子様 / アンソニー・ブラウン、店の男）
- ピコリーノの冒険
- マシンハヤブサ
- 超電磁ロボ コン・バトラーV（白バイ警官A、税関の係員）
- マグネロボ ガ・キーン

1977年
- アローエンブレム グランプリの鷹（スピード、アントニオ）
- ジェッターマルス（部下たち、ロボット隊長、記者、アナウンサー、ガルフ 他）
- 大空魔竜ガイキング（ジミー）
- 超合体魔術ロボ ギンガイザー（白銀ゴロー）
- 惑星ロボ ダンガードA（東助手、久保、エバンス）

1978年
- 宇宙海賊キャプテンハーロック（1978年 - 1979年、アナウンサー、ゾルバ、大臣A、乗組員A）
- SF西遊記スタージンガー（1978年 - 1979年、群衆、部下、兵士、ポイズ兄、ガリア、キャプテン、メルツ）
- おれは鉄兵
- キャプテン・フューチャー（ケン・スコット）
- 銀河鉄道999（ゼロニモ、アナウンサー、男A）
- 魔女っ子チックル（ロボット、中学生A、浜夫、男A）
- 無敵超人ザンボット3（避難民、林）

1979年
- 赤毛のアン（ギルバート・ブライス）
- アニメーション紀行 マルコ・ポーロの冒険（定次郎）
- ドラえもん（テレビ朝日版第1期）（1979年 - 1981年、スネ吉〈初代〉、先生〈3代目〉、スネ夫の父〈代役〉 他）
- サイボーグ009（1979年 - 1980年、009 / 島村ジョー）
- ゼンダマン（プラテス）
- トンデモネズミ大活躍（サーカスの団長）
- 日本名作童話シリーズ 赤い鳥のこころ
- 花の子ルンルン（夫）
- ルパン三世 (TV第2シリーズ)

1980年
- 宇宙戦士バルディオス（1980年 - 1981年、ミラン、バード〈青年〉、デビット）
- 宇宙大帝ゴッドシグマ（ハンナ）
- 怪物くん（郵便屋コンドル、ドラン、アトム博士、キングブル 他）
- ずっこけナイトドンデラマンチャ（トム）
- 釣りキチ三平（1980年 - 1981年、釣り人、与作）
- 伝説巨神イデオン（1980年 - 1981年、ナブール・ハタリ〈2代目〉）
- トム・ソーヤーの冒険（ジョー〈ジョセフ・ハーパー〉）
- とんでも戦士ムテキング（遊木リン / ムテキング）
- ムーの白鯨（譲）

1981年
- おはよう!スパンク（篠田亮一）
- 最強ロボ ダイオージャ（マーク）
- 新・ど根性ガエル
- 太陽の牙ダグラム（クリン・カシム）
- ダッシュ勝平（立花かおる）
- 百獣王ゴライオン（黄金旭）
- 名犬ジョリィ

1982年
- うる星やつら（1982年 - 1985年、尾津乃つばめ、水乃小路飛麿〈初代〉 他）
- 科学救助隊テクノボイジャー（ジョン）
- 逆転イッパツマン（ブタ、通訳、漫画営業部員）
- ゲームセンターあらし（ポンド）
- 太陽の子エステバン（ワナコチャ）
- ときめきトゥナイト（ロッキー）
- とんでモン・ペ（トオル）
- ぼくパタリロ!（タマネギ16号）
- まいっちんぐマチコ先生（中山）
- 魔法のプリンセス ミンキーモモ（ジムル）
- 南の虹のルーシー（ジョン）

1983年
- イタダキマン（坊ちゃん）
- 伊賀野カバ丸（金四郎）
- 機甲創世記モスピーダ（ドガーボ）
- サイコアーマー ゴーバリアン（クリスト、ナレーション）
- スプーンおばさん（ヤン、プリョイセン先生）
- 特装機兵ドルバック（デジル）
- パソコントラベル探偵団（飛鳥研）
- パーマン（男、アナウンサー、江原選手、土人C、トラック運転手）
- ピュア島の仲間たち
- フクちゃん（花婿、運転手）
- 魔法の天使クリィミーマミ（1983年 - 1984年、立花慎悟）

1984年
- あした天気になあれ（大田黒彰）
- オヨネコぶーにゃん（モグラ）
- OKAWARI-BOY スターザンS（スターザンS）
- 機甲界ガリアン（1984年 - 1985年、ウーズベン）
- 重戦機エルガイム（チェック・ソーロック）
- 星銃士ビスマルク（ビル・ウィルコックス）
- 大自然の魔獣バギ（リョウ）
- 超時空騎団サザンクロス（アラン・デイビス中尉、コクトー博士）
- 牧場の少女カトリ（アキ）
- 魔法の妖精ペルシャ（沢木研二、畑中ヒロシ）
- よろしくメカドック（那智渡）

1985年
- 蒼き流星SPTレイズナー（1985年 - 1986年、アルバトロ・ナル・エイジ・アスカ）
- おねがい!サミアどん
- 機動戦士Ζガンダム（1985年 - 1986年、ジェリド・メサ）
- 三国志（劉備玄徳）
- 昭和アホ草紙あかぬけ一番!（1985年 - 1986年、丹嶺幸次郎）
- ダーティペア（フィル、ボビット・ヒューイ）
- タッチ（1985年 - 2001年、新田明男） - 1シリーズ + 特別編2作品
- 忍者戦士飛影（1985年 - 1986年、ジョウ・マヤ）
- 炎のアルペンローゼ ジュディ&ランディ（レオンハルト・アッシェンバッハ）
- プロゴルファー猿（1985年 - 1988年、剣崎健）

1986年
- あんみつ姫（シャーロック・ケーキズ）
- 三国志II 天翔ける英雄たち（劉備玄徳）
- 青春アニメ全集（姿三四郎）
- 生徒諸君!心に緑のネッカチーフを（飛島峻）
- ドテラマン（1986年 - 1987年、キャスター、学生、鬼、アナウンサー、長老B、男、根鬼、鬼A）
- 光の伝説（男、永田）
- マシンロボ クロノスの大逆襲（1986年 - 1987年、ロム・ストール）
- 魔法のアイドルパステルユーミ（ブラックウイングズのリーダー）

1987年
- 赤い光弾ジリオン（チャンプ）
- アニメ三銃士（バッキンガム公爵）
- シティーハンター（四井信一）
- 聖闘士星矢（王虎）
- ハイスクール!奇面組（草石成夫）
- 陽あたり良好!（村木克彦）

1988年
- エスパー魔美（上杉俊二）
- 美味しんぼ（1988年 - 1993年、山岡士郎） - 1シリーズ + 特別編2作品
- グリム名作劇場（兵隊）
- それいけ!アンパンマン（1988年 - 2024年、かつぶしまん〈初代・3代目〉）
- 鉄拳チンミ（ウォン）
- 超音戦士ボーグマン（チャック・スェーガー）
- ミスター味っ子（味吉隆男〈2代目〉）
- 名門!第三野球部（田村達郎）

1989年
- 新グリム名作劇場（医者）
- 天空戦記シュラト（1989年 - 1990年、レイガ）
- らんま1/2（1989年 - 1990年、三千院帝） - 2シリーズ

1990年
- アイドル天使ようこそようこ（ミッキー）
- からくり剣豪伝ムサシロード（リョウマ）
- PEACH COMMAND 新桃太郎伝説（ラッキー天草）

1991年
- ジャンケンマン（アイコパパ）
- 満ちてくる時のむこうに（レスリー・マードフ）

1992年
- ファンタジーアドベンチャー 長靴をはいた猫の冒険（トルセン）
- ボーイフレンド（仲津川荘）

1994年
- BLUE SEED（1994年 - 1995年、草薙護）
- 覇王大系リューナイト（ラーサー）

1995年
- 怪盗セイント・テール（羽丘源一郎）

1997年
- バトルアスリーテス大運動会（エリック・ロバーツ）
- 名探偵コナン（1997年 - 2025年、伊達高志、白鳥任三郎〈2代目〉）

1998年
- 浦安鉄筋家族（梅星球道）
- 吸血姫美夕（青年 / 神魔・弄奢）
- 快傑蒸気探偵団 TV ANIMATION SERIES（蒸気王 / スチームキング）
- クレヨンしんちゃん（1998年 - 1999年、行田徳郎、山岡先生）
- serial experiments lain（男の声）
- セクシーコマンドー外伝 すごいよ!!マサルさん（校長 / スーザン、ヨロシク仮面、モエモエの父）
- LEGEND OF BASARA（朱理）
- プリンセスナイン 如月女子高野球部（早川英彦）
- Bビーダマン爆外伝（さすらいボン）

1999年
- 宇宙海賊ミトの大冒険（光国蔭朗、マコじい、アキツ） - 2シリーズ
- エクセル・サーガ（四王子）
- 課長王子（おでん屋のおやじ、FBI男）
- 週刊ストーリーランド「乗り込んできた男」（運転手）
- 臣士魔法劇場 リスキー☆セフティ（ベゼット・サーシェス）
- セラフィムコール（うららの父親）
- ポケットモンスター（1999年 - 2002年、ウツギ博士）
- Bビーダマン爆外伝V（しんぷボン）
- 紀末伝説ワンダフルタツノコランド -円盤星人UBO-（ムテキング）

2000年
- 機巧奇傳ヒヲウ戦記（才谷 / 坂本竜馬）
- グラビテーション（由貴瑛里）
- 星界の戦旗（2000年 - 2001年、ネフェー / ネレース・ネフェン） - 2シリーズ
- タイムボカン2000 怪盗きらめきマン（アン・トワネット）
- 闇の末裔（壬生織也）
- 六門天外モンコレナイト（コレクション伯爵）

2001年
- 犬夜叉（竜骨精）
- ギャラクシーエンジェル（2001年 - 2002年、ミナミアサガヤ博士、Dr.マック） - 2シリーズ
- ジャングルはいつもハレのちグゥ（レジィ）
- チャンス〜トライアングルセッション〜（桜宮燿）
- フルーツバスケット（草摩はとり）
- PROJECT ARMS（キース・ホワイト）
- ポケットモンスタークリスタル ライコウ雷の伝説（ウツギ博士）

2002年
- 朝霧の巫女（天津忠明）
- キャプテン翼（第3作）（ルヴォア監督）
- 最終兵器彼女（シュウジの父）
- SAMURAI DEEPER KYO（村正）
- スパイラル －推理の絆－（鳴海清隆）
- 電光超特急ヒカリアン（ひかり隊長）
- NARUTO -ナルト-（はたけカカシ）

2003年
- キノの旅 -the Beautiful World-（旅人〈前のキノ〉）
- 銀河鉄道物語（2003年 - 2006年、有紀渉） - 2シリーズ
- クロノクルセイド（アイオーン）

2004年
- レジェンズ 甦る竜王伝説（2004年 - 2005年、シロン、ランシーン、カネルドウインドラゴン）
- 今日からマ王!（2004年 - 2009年、フォンクライスト卿ギュンター） - 3シリーズ
- スクールランブル（沢近愛理の父）
- tactics（渡辺末吉延）
- 遙かなる時空の中で-八葉抄-（橘友雅）

2005年
- 戦国英雄伝説 新釈 眞田十勇士 The Animation（根津甚八）
- ほとり〜たださいわいを希う。〜（清水要）

2006年
- Ergo Proxy（カズキス・ハウアー / カズキスプラクシー）
- 桜蘭高校ホスト部（須王譲）
- おろしたてミュージカル 練馬大根ブラザーズ（韓流パチンコ店オーナー）
- 涼宮ハルヒの憂鬱（多丸圭一）
- ブラック・ジャック（登駒士郎）
- マージナルプリンス〜月桂樹の王子達〜（カーディス）
- 遊☆戯☆王デュエルモンスターズGX（DD）
- 妖怪人間ベム（第2作）（ベム）
- ラブゲッCHU 〜ミラクル声優白書〜（ヤマワキ社長）

2007年
- 鋼鉄三国志（凌操公訣）
- 獣装機攻ダンクーガノヴァ（解放軍リーダー）
- シュガーバニーズ（ジャン）
- DARKER THAN BLACK -黒の契約者-（ノーベンバー11）
- ななついろ★ドロップス（秋姫正史郎）
- NARUTO -ナルト- 疾風伝（はたけカカシ、デンカ）
- 遙かなる時空の中で3シリーズ（2007年 - 2010年、梶原景時） - 特別編2作品
- Master of Epic The Animation Age（コグニート・男、ナレーション 他）
- MOONLIGHT MILE（猿渡吾郎）
- ロミオ×ジュリエット（ウィリアム・シェイクスピア、ナレーション）

2008年
- 家庭教師ヒットマンREBORN!（γ）
- 黒塚 KUROZUKA（居座魚）
- シュガーバニーズ ショコラ!（ジャン）
- 純情ロマンチカ（2008年 - 2015年、宮城庸） - 3シリーズ
- 西洋骨董洋菓子店 〜アンティーク〜（ジャン＝バティスト）
- 夏目友人帳（2008年 - 2024年、ニャンコ先生 / 斑） - 7シリーズ
- ポルフィの長い旅（クリストフォール）

2009年
- ゴルゴ13（サミエル・ピューリー・ワサン）
- 聖剣の刀鍛冶（ヒューゴー・ハウスマン）
- ミラクル☆トレイン〜大江戸線へようこそ〜（大門哲也）

2010年
- おじゃる丸（2010年 - 2015年、トリ）
- テガミバチ REVERSE（カリブス・ガラード）

2011年
- 機動戦士ガンダムAGE（2011年 - 2012年、ナレーション、フリット・アスノ）
- ギルティクラウン（茎道修一郎）
- FAIRY TAIL（2011年 - 2024年、ギルダーツ・クライヴ） - 3シリーズ
- 遊☆戯☆王ZEXAL（2011年 - 2014年、扉の声） - 2シリーズ
- Rio RainbowGate!（レイ）

2012年
- エウレカセブンAO（トゥルース）
- えびてん 公立海老栖川高校天悶部（ナレーション、エイジ）
- しろくまカフェ（ライオン）
- 戦国コレクション（ナレーション）
- NARUTO -ナルト- SD ロック・リーの青春フルパワー忍伝（はたけカカシ）

2013年
- RDG レッドデータガール（鈴原大成）
- ぎんぎつね（金次郎）
- 銀魂（2013年 - 2017年、朧） - 3シリーズ
- ジョジョの奇妙な冒険（カーズ）
- ムシブギョー（大岡忠相）

2014年
- 寄生獣 セイの格率（後藤）
- スペース☆ダンディ（ポール）
- Z/X IGNITION（ズィーガー）
- 東京ESP（養谷老師）
- 東京喰種トーキョーグール（2014年 - 2018年、ドナート・ポルポラ） - 4シリーズ
- ノラガミ（2014年 - 2015年、囷巴） - 2シリーズ
- ハピネスチャージプリキュア!（ディープミラー / レッド）
- マジンボーン（クルード）

2015年
- おじゃる丸スペシャル「わすれた森のヒナタ」（ビーちゃん）
- おそ松さん（2015年 - 2025年、松野松造〈父さん〉、上司、店員、前園） - 4シリーズ
- Classroom☆Crisis（霧羽カズヒサ）
- DD北斗の拳2（アイン）
- デュエル・マスターズ VSR（またろう）
- 長門有希ちゃんの消失（多丸圭一）
- ルパン三世 PART IV（謎の男 / ダ・ヴィンチ）

2016年
- 双星の陰陽師（闇無）
- CHEATING CRAFT（仮面の男、諸葛東明）
- テラフォーマーズ リベンジ（第四支局主席）
- TO BE HERO（第一王子）
- ファンタシースターオンライン2 ジ アニメーション（キッド）
- ヘボット!（2016年 - 2017年、ネジ王 / オール・ディス、ケツマッカ、サバサバイバル、フニャフニャッチ、オラオライダー、ゲキジャクドラゴン、テルテルン、ソルジャーボット、タルベルト、雷筆ウケル）
- 名探偵コナン コナンと海老蔵 歌舞伎十八番ミステリー（白鳥警部）
- モブサイコ100（2016年 - 2022年、ボス / 鈴木統一郎） - 3シリーズ

2017年
- ACCA13区監察課（リーリウム兄）
- この素晴らしい世界に祝福を! シリーズ（ダスティネス） - 2シリーズ
- 信長の忍び（2017年 - 2018年、松永久秀） - 3シリーズ
- BORUTO-ボルト- NARUTO NEXT GENERATIONS（2017年 - 、はたけカカシ）
- 異世界食堂（2017年 - 2021年、先代店主 / ダイキ） - 2シリーズ
- 時間の支配者（アルク）

2018年
- りゅうおうのおしごと!（名人）
- かくりよの宿飯（2018年 - 2025年、津場木史郎） - 2シリーズ
- 奴隷区 The Animation（執事）
- 6HP/シックスハートプリンセス（カナモリ）
- 火ノ丸相撲（2018年 - 2019年、ナレーション、駿海登喜雄）
- キャプテン翼（第4作）（2018年 - 2024年、北詰誠） - 2シリーズ
- ゴブリンスレイヤー（ゴブリンロード）

2019年
- 上野さんは不器用（ナレーション）
- レイトン ミステリー探偵社 〜カトリーのナゾトキファイル〜（ドンディ）
- 超可動ガール1/6（竜魔王）
- おしりたんてい（2019年 - 2020年、ウルフスキー）

2020年
- 空挺ドラゴンズ（ヨシ）
- ランウェイで笑って（藤戸研二）
- 映像研には手を出すな!（藤本先生）
- ARP Backstage Pass（理事長）
- 織田シナモン信長（黒田チャーリー官兵衛） - 「犬上和彦」名義
- 恋とプロデューサー〜EVOL×LOVE〜（ハクの父）
- カードファイト!! ヴァンガード外伝 イフ-if-（櫂の父）
- 池袋ウエストゲートパーク（ヤン・フォン）
- ぐらぶるっ!（ジークフリート）
- 進撃の巨人（2020年 - 2021年、ヴィリー）

2021年
- 天地創造デザイン部（土屋）
- 最響カミズモード!（ジャオウ）
- 七つの大罪 憤怒の審判（魔神王ゼルドリス）
- ゴジラ S.P ＜シンギュラポイント＞（葦原道幸）
- 平穏世代の韋駄天達（ナレーション）
- 月が導く異世界道中（2021年 - 2024年、パトリック＝レンブラント） - 2シリーズ
- 吸血鬼すぐ死ぬ（2021年 - 2023年、Y談おじさん） - 2シリーズ

2022年
- 鬼滅の刃（2022年 - 2023年、剣士） - 2シリーズ
- 社畜さんは幼女幽霊に癒されたい。（今週の「可愛い。」担当）
- 名探偵コナン 本庁の刑事恋物語〜結婚前夜〜（白鳥警部）
- 本好きの下剋上 司書になるためには手段を選んでいられません（ジルヴェスター）
- RWBY 氷雪帝国（オズピン）
- ポプテピピック TVアニメーション作品第二シリーズ（ポプ子〈第1話Bパート〉）
- 転生したら剣でした（謎の声）
- VAZZROCK THE ANIMATION（白馬老）
- うる星やつら (2022)（2022年 - 2024年、面堂の父） - 2シリーズ

2023年
- HIGH CARD（ジョン・ドゥ）
- 解雇された暗黒兵士（30代）のスローなセカンドライフ（アランツィル）
- 異世界でチート能力を手にした俺は、現実世界をも無双する〜レベルアップは人生を変えた〜（ウサギ）
- 聖者無双〜サラリーマン、異世界で生き残るために歩む道〜（神の声）
- EDENS ZERO（ゼノリス）
- 逃走中 グレートミッション（2023年 - 2024年、謎の男 / リドリー ゼベット）
- ひきこまり吸血姫の悶々（マッドハルト）
- 聖剣学院の魔剣使い（アミラス）
- 冒険者になりたいと都に出て行った娘がSランクになってた（フェルナンド）
- ととのえ!サクマくん by &sauna（カルフ）

2024年
- 外科医エリーゼ（ミンチェスター・ド・ロマノフ）
- ダンジョン飯（タンス）
- ループ7回目の悪役令嬢は、元敵国で自由気ままな花嫁生活を満喫する（ローヴァイン）
- ONE PIECE（2024年 - 2025年、モンキー・D・ドラゴン）
- Re:Monster（謎の声）
- 転生貴族、鑑定スキルで成り上がる（クラン・サレマキア） - 2シリーズ
- 夜桜さんちの大作戦（夜桜万）
- ハズレ枠の【状態異常スキル】で最強になった俺がすべてを蹂躙するまで（アングリン・バースラッド）
- 貼りまわれ!こいぬ（犬ドリアン、犬ほぐしみつ夫）
- 戦国妖狐 千魔混沌編（万象王）
- 神之塔 -Tower of God-（大先生） - 2シリーズ
- ハイガクラ（白豪）
- 最凶の支援職【話術士】である俺は世界最強クランを従える（ハロルド<）
- パーティーから追放されたその治癒師、実は最強につき（邪竜）

2025年
- 空色ユーティリティ（マサ）
- 悪役令嬢転生おじさん（屯田林憲三郎）
- Übel Blatt〜ユーベルブラット〜（グレン）
- Aランクパーティを離脱した俺は、元教え子たちと迷宮深部を目指す。（ロゥゲ）
- アポカリプスホテル（触手宇宙人）
- LAZARUS ラザロ（ナーガ）
- ニャイト・オブ・ザ・リビングキャット（シゲタカ＝グレント）

### 劇場アニメ
1978年
- 宇宙海賊キャプテンハーロック アルカディア号の謎（司令部係官）
- 惑星ロボ ダンガードA 宇宙大海戦（東）

1980年
- サイボーグ009 超銀河伝説（ジョー / 009）
- ドラえもん のび太の恐竜（T.P隊員）

1981年
- 一休さん 春だ やんちゃ姫（哲斉）
- 宇宙戦士バルディオス（デビット）
- ドラえもん ぼく、桃太郎のなんなのさ（村人）
- 21エモン 宇宙へいらっしゃい（21エモン）

1982年
- おはよう!スパンク（亮）
- 怪物くん デーモンの剣（郵便屋コンドル）
- 伝説巨神イデオン（ハタリ） - 2作品

1983年
- チョロQダグラム
- ドキュメント 太陽の牙ダグラム（クリン）

1985年
- ケンタウロスの伝説（篠崎健）

1986年
- ウインダリア（ジル）
- キャプテン翼 世界大決戦!! Jr.ワールドカップ（サンターナ）
- GREY デジタル・ターゲット（グレイ）
- タッチ2 さよならの贈り物（新田明男）
- 扉を開けて（斉木杳）

1987年
- タッチ3 君が通り過ぎたあとに -DON'T PASS ME BY-（新田明男）
- バツ&テリー（抜刀軍〈バツ〉）
- ベルサイユのばら 生命あるかぎり愛して（ルイ16世）

1988年
- 銀河英雄伝説 わが征くは星の大海（ダスティ・アッテンボロー）
- 陽あたり良好! KA・SU・MI 夢の中に君がいた（村木克彦）

1989年
- ザ・ボーグマン ラストバトル（チャック・スェーガー）
- ファイブスター物語（コーラスIII世）

1990年
- 愛と剣のキャメロット まんが家マリナタイムスリップ事件（アーサー）

1991年
- アルスラーン戦記（1991年 - 1992年、ダリューン） - 2作品
- らんま1/2 中国寝崑崙大決戦! 掟やぶりの激闘篇!!（三千院）

1993年
- 銀河英雄伝説 新たなる戦いの序曲（ダスティ・アッテンボロー）

1994年
- キャプテン翼 最強の敵! オランダユース（カルロス・サンターナ）
- ゼイラム2（ボブ）

1995年
- ドラえもん のび太の創世日記（野美秀）

1996年
- X（麒飼遊人）

1997年
- るろうに剣心 -明治剣客浪漫譚- 維新志士への鎮魂歌（時雨滝魅）

1998年
- ようこそロードス島へ!（スレイン）

2000年
- 劇場版 六門天外モンコレナイト〜伝説のファイア ドラゴン〜（コレクション伯爵）
- 名探偵コナン 瞳の中の暗殺者（風戸京介）

2001年
- いのちの地球 ダイオキシンの夏（安藤史郎）
- COWBOY BEBOP 天国の扉（シャドキンズ）
- 名探偵コナン 天国へのカウントダウン（白鳥警部）

2002年
- 名探偵コナン ベイカー街の亡霊（白鳥警部）

2003年
- PARASITE DOLLS（バズ＝ニクヴェスト）
- 名探偵コナン 迷宮の十字路（白鳥警部）

2004年
- いかレスラー（上野道増）
- 雲のむこう、約束の場所（富澤常夫）
- 劇場版 NARUTO -ナルト- 大活劇!雪姫忍法帖だってばよ!!（はたけカカシ）
- PARASITE DOLLS-劇場版-（バズ＝ニクヴェスト）
- 名探偵コナン 銀翼の奇術師（白鳥警部）

2005年
- 機動戦士Ζガンダム A New Translation（2005年 - 2006年、ジェリド・メサ） - 3部作
- 名探偵コナン 水平線上の陰謀（白鳥警部）

2006年
- 劇場版 NARUTO -ナルト- 大興奮!みかづき島のアニマル騒動だってばよ（はたけカカシ）
- 劇場版 遙かなる時空の中で 舞一夜（橘友雅）
- 名探偵コナン 探偵たちの鎮魂歌（白鳥警部）

2007年
- 劇場版 NARUTO -ナルト- 疾風伝（はたけカカシ）
- 名探偵コナン 紺碧の棺（白鳥警部）

2008年
- 劇場版 NARUTO -ナルト- 疾風伝 絆（はたけカカシ）
- パッテンライ!! 〜南の島の水ものがたり〜（八田與一）
- 名探偵コナン 戦慄の楽譜（白鳥警部）

2009年
- 宇宙戦艦ヤマト 復活編（パスカル将軍）
- 劇場版 NARUTO -ナルト- 疾風伝 火の意志を継ぐ者（はたけカカシ）
- 名探偵コナン 漆黒の追跡者（白鳥警部）

2010年
- 名探偵コナン 天空の難破船（白鳥警部）

2011年
- 劇場版 NARUTO -ナルト- ブラッド・プリズン（はたけカカシ）
- 劇場版 NARUTO -ナルト- 炎の中忍試験! ナルトVS木ノ葉丸!!（はたけカカシ）
- 星を追う子ども（モリサキ〈森崎竜司〉）
- 名探偵コナン 沈黙の15分（白鳥警部）

2012年
- 名探偵コナン 11人目のストライカー（白鳥警部）
- ROAD TO NINJA -NARUTO THE MOVIE-（はたけカカシ）

2013年
- ルパン三世VS名探偵コナン THE MOVIE（白鳥警部）

2014年
- THE LAST -NARUTO THE MOVIE-（はたけカカシ）
- 名探偵コナン 異次元の狙撃手（白鳥警部）

2016年
- 君の名は。（立花瀧 父）
- CYBORG009 CALL OF JUSTICE（エンペラー）

2018年
- 名探偵コナン ゼロの執行人（白鳥警部）
- 劇場版 夏目友人帳 〜うつせみに結ぶ〜（ニャンコ先生 / 斑）
- 劇場版 はいからさんが通る 後編 〜花の東京大ロマン〜（青江父）

2019年
- えいがのおそ松さん（松造）

2020年
- 思い、思われ、ふり、ふられ（理央の父）

2021年
- 銀魂 THE FINAL（朧）
- 夏目友人帳 石起こしと怪しき来訪者（ニャンコ先生 / 斑）

2022年
- 名探偵コナン ハロウィンの花嫁（白鳥警部）
- おそ松さん〜ヒピポ族と輝く果実〜（松造）

2023年
- 名探偵コナン 黒鉄の魚影（白鳥警部）
- 劇場版 Collar×Malice -deep cover-（拾和玄哉） - 後編
- おそ松さん〜魂のたこ焼きパーティーと伝説のお泊り会〜（松造）

2025年
- 名探偵コナン 隻眼の残像（白鳥任三郎）

### OVA
1984年
- 魔法の天使クリィミーマミ 永遠のワンスモア（立花慎悟）

1985年
- ジャスティ（ジャスティ・カイザード）
- 酎ハイれもんLOVE30S 雨にぬれても（白川龍之助）
- 魔法の天使クリィミーマミ ロング・グッドバイ（立花慎悟）
- 夢次元ハンターファンドラ（ソート〈青年〉）
- ラブ・ポジション ハレー伝説（毬田須春）
- るんは風の中（豊田明）

1986年
- 蒼き流星SPTレイズナー（アルバトロ・ナル・エイジ・アスカ）
- アーバンスクウェア 琥珀の追撃（松本良）
- 機甲界ガリアン 大地の章（ウーズベン）
- 機甲界ガリアン 天空の章（ウーズベン）
- メガゾーン23 PARTII 秘密く・だ・さ・い（ガラム）

1987年
- うる星やつら 夢の仕掛人 因幡くん登場! ラムの未来はどうなるっちゃ!?（尾津乃つばめ）
- JUNK BOY（真名井哲）
- 真魔神伝 バトルロイヤルハイスクール（結城稔弘）
- 戦国奇譚妖刀伝（左近）
- 大魔獣激闘 鋼の鬼（ハルカ）
- 火の鳥 ヤマト編（オグナ）
- ザ・サムライ（南藩都来）

1988年
- 宇宙の戦士（スミス・アルファード）
- うる星やつら 怒れシャーベット（尾津乃つばめ）
- エースをねらえ!2（藤堂貴之）
- 銀河英雄伝説（ダスティ・アッテンボロー他）
- 孔雀王（黄海峰）
- 沙羅曼蛇（エディ・イーバン）
- ハーバーライト物語 〜ファッションララより〜（キッド）
- レイナ剣狼伝説（ロム・ストール、園田先生）

1989年
- アーシアン（1989年 - 1996年、影艶） - 3作品
- エースをねらえ!ファイナルステージ（藤堂貴之）
- レア・ガルフォース（バウアー）
- ガルフォース地球章（バウアー）
- 寒月一凍悪霊斬り（寒月一凍）
- 破邪大星ダンガイオー（バースト）
- 風魔の小次郎（壬生攻介）

1990年
- アリーズ 神話の星座宮（ハデス / 天野翔）
- 暗黒神伝承 武神（朱砂晃一）
- 新カラテ地獄変（白月王）
- B・B（高樹翎）

1991年
- うる星やつら 霊魂とデート（尾津乃つばめ）
- 英雄凱伝モザイカ（ジェイカー）
- 乙姫CONNECTION（平野道雄）
- ここはグリーン・ウッド（蓮川一弘）
- 巴がゆく!（東条伊織）
- 魔獣戦士ルナ・ヴァルガー（ギルバート・エゼン）

1992年
- 紅いハヤテ（鹿沼疾風）
- 源氏（義経）
- ハンサムな彼女（沖田）
- るり色プリンセス（シン）

1993年
- アルスラーン戦記 汗血公路（ダリューン）
- BASARA（朱理）

1995年
- アルスラーン戦記 征馬孤影（ダリューン）
- 腐った教師の方程式（柴田雅美）
- 新海底軍艦（ストーナー）
- 精霊使い（支葵）
- バイオ・ハンター（越ヶ谷）
- 覇王大系リューナイト アデュー・レジェンド（ラーサー）

1996年
- 世紀末★ダーリン（高杉洋一郎）
- BLUE SEED2（草薙護）

1997年
- ふしぎ遊戯 第二部（呂候）

1998年
- 銀河英雄伝説外伝 千億の星、千億の光（ダスティ・アッテンボロー）
- 世紀末リーダー外伝たけし!（たけし父）

1999年
- グラビテーション（由貴瑛里）

2000年
- 銀河英雄伝説外伝 螺旋迷宮（ダスティ・アッテンボロー）

2001年
- キカイダー01 THE ANIMATION（零 / キカイダー00） ※アフレコ演出も兼任

2002年
- ジャングルはいつもハレのちグゥ（レジィ）
- 遙かなる時空の中で-紫陽花ゆめ語り-（橘友雅）
- 名探偵コナン 16人の容疑者!?（白鳥警部）

2003年
- PARASITE DOLLS（バズ＝ニクヴェスト）
- NARUTO -ナルト- 紅き四つ葉のクローバーを探せ（はたけカカシ）
- 遙かなる時空の中で2-白き龍の神子-（翡翠）
- Vie Durant（ヴァイ）

2004年
- くじびきアンバランス（鏑木有也）
- テイルズ オブ ファンタジア THE ANIMATION（クラース・F・レスター）
- NARUTO -ナルト- 滝隠れの死闘 オレが英雄だってばよ!（はたけカカシ）
- 春を抱いていた（佐和渚）

2005年
- イリヤの空、UFOの夏（榎本）

2006年
- Angel's Feather（若林怜夜）
- 秘封活動記録-月-（都久親王）

2007年
- 今日からマ王! R（フォンクライスト卿ギュンター）

2008年
- やなせたかしメルヘン劇場 クシャラひめ（王子）
- よつのは（山本先生）

2010年
- 機動戦士ガンダムSEED ASTRAY BLUE編（叢雲劾）

2011年
- VitaminX Addiction（鳳晃司）

2012年
- 純情ロマンチカ（宮城庸）※コミックス第16巻プレミアムアニメDVD付き限定版

2013年
- 夏目友人帳 新作アニメDVD（ニャンコ先生 / 斑）※「LaLa」2013年8〜10月号・「LaLa DX」2013年9月号全員サービス

2014年
- 夏目友人帳 いつかゆきのひに（ニャンコ先生 / 斑）

2018年
- 宇宙戦艦ヤマト2202 愛の戦士たち（エーリク・ヴァム・デスラー）

### Webアニメ
- ご案内します アナザーワールドへ（2004年、若い会社員）[202]
- 幕末機関説 いろはにほへと（2006年、茨木蒼鉄）
- ニンジャスレイヤー フロムアニメイシヨン（2015年、ジェノサイド）
- エウレカセブンAO「ロード・ドント・スロー・ミー・ダウン」（2017年、トゥルース[203]）
- 異世界居酒屋〜古都アイテーリアの居酒屋のぶ〜（2018年、ダミアン[204]）
- 7SEEDS（2019年 - 2020年、百舌戸要[205]、ナレーション） - 2シリーズ
- サイバーパンク エッジランナーズ（2022年、ファラデー[206]）
- 大奥（2023年、松平信綱）
- グリム組曲  第3話｢ヘンゼルとグレーテル｣（2024年、パパ）
- トゥームレイダー レジェンド・オブ・ララ・クロフト（リチャード）

### ゲーム
1991年
- 天使の詩（ケアル）※PCエンジン

1993年
- サイボーグ009（009）
- スタートリング・オデッセイ（レオン）
- 聖魔伝説 3×3EYES（鬼眼王）
- 天使の詩II 堕天使の選択（ケアル）
- ラングリッサー 〜光輝の末裔〜（ランス）

1994年
- うる星やつら 〜ディア マイ フレンズ〜（尾津乃つばめ）
- エメラルドドラゴン（ハスラム） - PCエンジン
- スタートリング・オデッセイ II 魔竜戦争（ロビン・ソルフォード）
- ぷよぷよCD（シェゾ・ウィグィィ）

1995年
- テイルズ オブ ファンタジア（クラース・F・レスター、エドワード・D・モリスン、トリニクス・D・モリスン）※スーパーファミコン版
- BLUE SEED 〜奇稲田秘禄伝〜（草薙護）

1996年
- タクティクスオウガ（カノープス・ウォルフ）※セガサターン版
- 新スーパーロボット大戦（アルバトロ・ナル・エイジ・アスカ）
- 第4次スーパーロボット大戦S（ホワン・ヤンロン）
- 人造人間ハカイダー -ラストジャッジメント-（ミカエル）
- スーパーロボット大戦外伝 魔装機神 THE LORD OF ELEMENTAL（ホワン・ヤンロン）
- スターオーシャン（アシュレイ・バーンベルト、ジエ・リヴォース）
- ゼイラムゾーン（ボブ）
- にとうしんでん（ヴァーミリオン）
- ぷよぷよCD通（シェゾ・ウィグィィ）

1997年
- ケイン・ザ・バンパイア（ケイン）
- スーパーロボット大戦F（ジェリド・メサ）
- VIRUS（サージ）
- BSファイアーエムブレム アカネイア戦記編 第2話 赤い竜騎士（フロスト〈司祭〉）
- BSファイアーエムブレム アカネイア戦記編 第4話 始まりのとき（カミュ〈パラディン〉）
- ラングリッサーI&II（ランス）

1998年
- SDガンダム GGENERATION（1998年 - 2025年、ジョニー・ライデン、ジェリド・メサ、レッド・ウェイライン、シド・アンバー、叢雲劾、フリット・アスノ〈キオ編〉） - 15作品
- étude prologue 〜揺れ動く心のかたち〜（片桐那智）
- 機動戦士ガンダム ギレンの野望（ジョニー・ライデン）
- クロス探偵物語SS版（マーク・スペンサー〈マーク・レイマン〉）
- 新世代ロボット戦記ブレイブサーガ（クリン・カシム）
- スーパーロボット大戦F完結編（ジェリド・メサ、ナブール・ハタリ、ホワン・ヤンロン）
- テイルズ オブ ファンタジア（クラース・F・レスター、レニオス、マクスウェル、オズ）※PlayStation
- ラングリッサー 〜Dramatic Edition〜（ランス）

1999年
- いつか、重なりあう未来へ（コールマン・メイカー3世）
- クロス探偵物語PS版（マーク・スペンサー〈マーク・レイマン〉）
- サーカディア（五十嵐啓介、科学庁スタッフ）
- スーパーロボット大戦コンプリートボックス（ホワン・ヤンロン、ジェリド・メサ）
- Harlem Beat（桜井修司）
- ピノッチアのみる夢（アレン、ジャン・タービア）
- リフレインラブ2（大橋竜一郎）

2000年
- 青の6号 歳月不待人 -TIME AND TIDE-（鄭元章）
- 機動戦士ガンダム ギレンの野望 ジオンの系譜（ジョニー・ライデン、ジェリド・メサ）
- サモンナイト（シオン）
- サンライズ英雄譚R（クリン・カシム、アルバトロ・ナル・エイジ・アスカ）
- スーパーロボット大戦α（ジェリド・メサ）
- 遙かなる時空の中で（橘友雅）
- ブレイブサーガ2（クリン・カシム）
- 麻雀やろうぜ!2（爆岡弾十郎、理想雀士）

2001年
- サモンナイト2（シオン）
- サンライズ英雄譚2（アルバトロ・ナル・エイジ・アスカ、ジェリド・メサ、クリン・カシム）
- スーパーロボット大戦α外伝（ジェリド・メサ、ホワン・ヤンロン）
- スーパーロボット大戦α for Dreamcast（ジェリド・メサ）
- Fragrance Tale（ソリュード）
- 機動戦士ガンダム ギレンの野望 ジオン独立戦争記（ジョニー・ライデン）
- SAMURAI DEEPER KYO（村正）
- スーパーロボット大戦IMPACT（ジェリド・メサ、ジョウ・マヤ、ロム・ストール、バースト）
- テイルズ オブ ザ ワールド なりきりダンジョン2
- テイルズ オブ ファンダム Vol.1（クラース・F・レスター）
- 遙かなる時空の中で2（翡翠）
- PROJECT MINERVA（ハーマン・グラント）

2002年
- 怪盗アプリコット（一之瀬知明）

2003年
- ANUBIS ZONE OF THE ENDERS（ディンゴ・イーグリット）
- 機動戦士ガンダムSEED（叢雲劾）
- 機動戦士ガンダム めぐりあい宇宙（ジョニー・ライデン）
- 機動戦士Ζガンダム エゥーゴvs.ティターンズ（ジェリド・メサ）
- サンライズ・ワールド・ウォー from サンライズ英雄譚（エイジ、ジェリド、クリン）
- 最終兵器彼女（シュウジの父）
- 白詰草話 -EPISODE OF THE CLOVER-（津名川宗慈）
- ナルティメットヒーロー（はたけカカシ）
- 遙かなる時空の中で-盤上遊戯-（橘友雅）
- for Symphony 〜with all one's heart〜（瀬谷誠人）

2004年
- Angel's Feather（若林怜夜）
- 機動戦士ガンダム ガンダムvs.Ζガンダム（ジェリド・メサ）
- 機動戦士ガンダムSEED 終わらない明日へ（叢雲劾）
- スーパーロボット大戦MX（ロム・ストール）
- スーパーロボット大戦GC（アルバトロ・ナル・エイジ・アスカ）
- ナルティメットヒーロー2（はたけカカシ）
- 遙かなる時空の中で3（梶原景時）
- BLACK/MATRIX OO（ヨハネ）

2005年
- Another Century's Episode（アルバトロ・ナル・エイジ・アスカ）
- Angel's Feather -黒の残影- / -琥珀の瞳-（レイヤード） - 2作品
- 怪盗アプリコット完全版（一之瀬知明）
- カウボーイビバップ 追憶の夜曲（シュタイアー）
- 機動戦士ガンダム 一年戦争（ジョニー・ライデン）
- 機動戦士ガンダムSEED DESTINY GENERATION of C.E.（叢雲劾）
- キノの旅 II -the Beautiful World-（前のキノ）
- キングダム ハーツII（エリック王子〈リトルマーメイド〉）
- 新世紀勇者大戦（那由他京一、ヴェイス）
- スーパーロボット大戦MX ポータブル（ロム・ストール）
- 第3次スーパーロボット大戦α 終焉の銀河へ（ナブール・ハタリ）
- 星界の戦旗
- テイルズ オブ ザ ワールド なりきりダンジョン3
- NAMCO x CAPCOM（有栖零児）
- ナルティメットヒーロー3（はたけカカシ）
- 遙かなる時空の中で-八葉抄-（橘友雅）
- 遙かなる時空の中で3 十六夜記（梶原景時）
- ひとつ家物語（トワイラ）
- 水の旋律（桐原貴人）
- リアライズ -Panorama Luminary-（日戸暁）

2006年
- Another Century's Episode 2（アルバトロ・ナル・エイジ・アスカ）
- Quartett! 〜THE STAGE OF LOVE〜（津名川宗慈）
- ガンダムバトルロワイヤル（ジェリド・メサ、ジョニー・ライデン）
- 機動戦士ガンダム クライマックスU.C.（ジェリド・メサ）
- 今日からマ王! はじマりの旅 / おれさまクエスト / 眞マ国の休日（2006年 - 2007年、フォンクライスト卿ギュンター） - 3作品
- スーパーロボット大戦XO（アルバトロ・ナル・エイジ・アスカ）
- 聖剣伝説4（ノーム）
- テイルズ オブ ファンタジア -フルボイスエディション-（クラース・F・レスター）
- デザートラブ 〜彼との始まり〜（結城一臣）
- 天誅 千乱（鷸）
- NARUTO -ナルト- ナルティメットポータブル 無幻城の巻（はたけカカシ）
- バトルスタジアム D.O.N（はたけカカシ）
- 花帰葬（黒鷹）
- 遙かなる時空の中で3 運命の迷宮（梶原景時）
- 遙かなる時空の中で -舞一夜-（橘友雅）
- ファンタシースターユニバース（コウ・タラギ）
- 水の旋律2 〜緋の記憶〜（桐原貴人）

2007年
- エースコンバット6 解放への戦火（イリヤ・パステルナーク）
- Operation Darkness（キース・ミラー）
- 怪盗アプリコットポータブル（一之瀬知明）
- ガンダムバトルクロニクル（ジェリド・メサ、ジョニー・ライデン）
- ガンダム無双（ジェリド・メサ、ジョニー・ライデン）
- クライシス コア ファイナルファンタジーVII（アンジール・ヒューレー）
- シャイニング・フォース イクサ（ガドフォール）
- テイルズ オブ ファンダム Vol.2（クラース・F・レスター）
- ななついろ★ドロップス pure!!（秋姫正史郎）
- ナルティメットアクセル（はたけカカシ）
- ナルティメットアクセル2（はたけカカシ）
- VitaminX（鳳晃司）
- マナケミア 〜学園の錬金術士たち〜（ゼップル・クライバー）
- みんなのGOLFポータブル2（ロベルト）
- Naruto: Rise of a Ninja（はたけカカシ）

2008年
- ガンダムバトルユニバース（ジェリド・メサ、ジョニー・ライデン）
- ガンダム無双 Special（ジェリド・メサ、ジョニー・ライデン）
- ガンダム無双2（ジェリド・メサ、ジョニー・ライデン）
- 純情ロマンチカ 〜恋のドキドキ大作戦〜（宮城庸）
- スーパーロボット大戦Z（デビット・ウエイン、ジェリド・メサ）
- 遙かなる時空の中で4（風早）
- 遙かなる時空の中で 夢浮橋（橘友雅、翡翠、梶原景時）
- VitaminX Evolution（鳳晃司）
- VitaminY（鳳晃司）
- Φなる・あぷろーち2 〜1st priority〜（片岡和樹）
- BLEACH The 3rd Phantom（朱司波征源）
- マナケミア2 〜おちた学園と錬金術士たち〜（ゼップル・クライバー）
- 無限のフロンティア スーパーロボット大戦OGサーガ（有栖零児、アインストレイジ）

2009年
- アイテムゲッター 〜僕らの科学と魔法の関係〜（ルイス・ボアジール）
- 家庭教師ヒットマンREBORN! バトルアリーナ2スピリットバースト（γ）
- ガンダム無双2（ジェリド・メサ、ジョニー・ライデン）
- 電撃学園RPG Cross of Venus（榎本、前のキノ）
- ナルティメットアクセル3（はたけカカシ）
- NARUTO -ナルト-ナルティメットストーム（はたけカカシ）
- 遙かなる時空の中で 夢浮橋 Special（橘友雅、翡翠、梶原景時）
- RESISTANCE〜報復の刻〜（ジェームズ・グレイソン）

2010年
- ガンダム無双3（ジェリド・メサ）
- コール オブ デューティ ブラックオプス（ジェイソン・ハドソン）
- クレヨンしんちゃん おバカ大忍伝 すすめ!カスカベ忍者隊!
- スーパーロボット大戦OGサーガ 魔装機神 THE LORD OF ELEMENTAL（ホワン・ヤンロン）
- TAKUYO Mix Box 〜ファーストアニバーサリー〜（一之瀬知明、瀬谷誠人）
- テイルズ オブ ファンタジア なりきりダンジョンX（クラース・F・レスター）
- 天下一★戦国LOVERS DS（武田信玄）
- 東京鬼祓師 鴉乃杜學園奇譚（鍵）
- 夏空のモノローグ（浅浪皓）
- NARUTO -ナルト- 疾風伝 キズナドライブ （はたけカカシ）
- NARUTO -ナルト- 疾風伝 激闘忍者大戦!SPECIAL（はたけカカシ）
- NARUTO -ナルト-ナルティメットストーム2（はたけカカシ）
- NARUTO -ナルト- 疾風伝 忍術全開!チャクラッシュ!!（はたけカカシ）
- VitaminX Evolution Plus（鳳晃司）
- 魔法使いとご主人様 New Ground〜Wizard and the master〜（ハワード）
- 雅恋 〜MIYAKO〜（源信）
- 無限のフロンティアEXCEED スーパーロボット大戦OGサーガ（有栖零児）

2011年
- Are you Alice?（チェシャ猫）
- 鬼哭街（孔濤羅）
- ガンダム ザ・スリーディーバトル（ジェリド・メサ）
- 機動戦士ガンダム エクストリームバーサス（2011年 - 2017年、ジェリド・メサ、叢雲劾、ジョニー・ライデン） - 6作品
- 機動戦士ガンダム オンライン（ライデン）
- NARUTO -ナルト- 疾風伝 ナルティメットインパクト（はたけカカシ）
- 裸執事（佐久間恭一）
- 遙かなる時空の中で5（白虎）
- FRONTIER GATE（レインヴァルト）
- 雅恋 〜MIYAKO〜 月詠の夢（源信）

2012年
- 官能昔話 ポータブル（案内人）
- 機動戦士ガンダムAGE ユニバースアクセル / コズミックドライブ（フリット・アスノ〈アセム編・キオ編〉 ）
- ギルティクラウン（茎道修一郎）
- コール オブ デューティ ブラックオプス ディクラシファイド（ジェイソン・ハドソン）
- コール オブ デューティ ブラックオプス II（ジェイソン・ハドソン）
- スーパーロボット大戦OGサーガ 魔装機神 THE LORD OF ELEMENTAL（ホワン・ヤンロン）
- スーパーロボット大戦OGサーガ 魔装機神II REVELATION OF EVIL GOD（ホワン・ヤンロン）
- 第2次スーパーロボット大戦OG（ホワン・ヤンロン）
- ヒーローズファンタジア（ノーベンバー11）
- VitaminX Detective B6（鳳晃司）
- FAIRY TAIL ゼレフ覚醒（ギルダーツ・クライヴ）
- PROJECT X ZONE（有栖零児）
- 真剣で私に恋しなさい!S（大村ヨシツグ）
- 雅恋 〜MIYAKO〜 あわゆきのうたげ（源信）

2013年
- 三国志パズル大戦（孫権）
- 真・ガンダム無双（ジェリド・メサ、ジョニー・ライデン）
- ジョジョの奇妙な冒険 オールスターバトル（カーズ）
- スーパーロボット大戦OGサーガ 魔装機神III PRIDE OF JUSTICE（ホワン・ヤンロン）
- スーパーロボット大戦Operation Extend（アルバトロ・ナル・エイジ・アスカ）
- スーパーロボット大戦UX（ジョウ・マヤ）
- スティールクロニクルBe（ジャスティン・カートライト）
- ドラッグオンドラグーン3（デカート）
- 夏空のモノローグportable（浅浪皓）
- NARUTO -ナルト- 疾風伝 ナルティメットストーム3（はたけカカシ）
- 裸執事 〜やらしつじ&やさしつじ〜（佐久間恭一）
- VitaminR（新城勇次郎）
- 嫁コレ（ニャンコ先生 / 斑）
- ロミオVSジュリエット（エスカラス＝ヴェロナ）

2014年
- グランブルーファンタジー（2014年 - 2024年、ジークフリート、オーディン） - 3作品
- 三国志英歌
- 神撃のバハムート（レヴィ）
- スーパーヒーロージェネレーション（ガンダムAGE-1 フラット）
- スーパーロボット大戦OGサーガ 魔装機神F COFFIN OF THE END（ホワン・ヤンロン）
- Z/X IGNITION 五世界の輪舞（ズィーガー）
- NARUTO -ナルト- 疾風伝 ナルティメットストームレボリューション（はたけカカシ）
- ロミオ&ジュリエット（エスカラス＝ヴェロナ）

2015年
- ガールフレンド（仮）（悪サイコロ男）
- The Order:1886（パーシヴァル卿）
- ジョジョの奇妙な冒険 アイズオブヘブン（カーズ）
- スーパーロボット大戦BX（ウーズベン、フリット・アスノ）
- 戦の海賊（ヴァルター）
- テイルズ オブ アスタリア（2015年 - 2018年、クラース・F・レスター、ジークフリート）
- PROJECT X ZONE 2：BRAVE NEW WORLD（有栖零児）
- ファンタシースターオンライン2（朱鬼坊オウド、藍鬼坊オウド、男性追加ボイス70、[EX]ボイスD02、男性共通オウドボイス）

2016年
- アンチャーテッド 海賊王と最後の秘宝（サム・ドレイク）
- 三國志13（曹操）
- NARUTO -ナルト- 疾風伝 ナルティメットストーム4（はたけカカシ）

2017年
- ファイアーエムブレム ヒーローズ（2017年 - 2021年、カミュ、シリウス、ジーク）
- 陰陽師（両面仏）
- スーパーロボット大戦V（ジェリド・メサ）
- 遙かなる時空の中で3 Ultimate（梶原景時）
- デウスエクス マンカインド・ディバイデッド（ジム・ミラー）
- ファイナルファンタジーXV エピソード グラディオラス（ギルガメッシュ）
- 茜さすセカイでキミと詠う（芥川龍之介）
- ファイアーエムブレム Echoes もうひとりの英雄王（ジーク）
- おそ松さん THE GAME はちゃめちゃ就職アドバイス -デッド オア ワーク-（おとうさん）
- ガンダムバーサス（ジェリド・メサ）
- チェインクロニクル（2017年-2024年、デューク、サクルフ、アウレオール、サブール、ラオシェン、アプロウズ）
- アンチャーテッド 古代神の秘宝（サム・ドレイク）
- テイルズ オブ ザ レイズ（2017年 - 2021年、クラース・F・レスター、エドワード・D・モリスン）
- オトメ勇者（グランツ）

2018年
- 銀魂乱舞（朧）
- 遙かなる時空の中で Ultimate（橘友雅）
- スーパーロボット大戦X-Ω（2018年 - 2020年、ロム・ストール、ホワン・ヤンロン）
- Fate/EXTELLA LINK（カール大帝）
- CARAVAN STORIES（ソルヴィフ）
- サガ スカーレット グレイス 緋色の野望（カーン）
- 機動戦士ガンダム エクストリームバーサス2（2018年 - 2025年、ジェリド・メサ、ジョニー・ライデン、叢雲劾、フリット・アスノ〈老年期〉） - 4作品
- ペルソナQ2 ニュー シネマ ラビリンス（ドー / ひかりの父親）
- ダイダロス: ジ・アウェイクニング・オブ・ゴールデンジャズ（ローガン）
- コール オブ デューティ ブラックオプス4（ハドソン）
- ワールドエンドヒーローズ（室媛安慈）

2019年
- JUMP FORCE（はたけカカシ）
- 共闘ことばRPG コトダマン（2019年 - 2022年、ギルダーツ・クライブ、朧）
- スーパーロボット大戦DD（2019年 - 2023年、ジェリド・メサ、アルバトロ・ナル・エイジ・アスカ）
- ジョジョのピタパタポップ（カーズ）
- クイズRPG 魔法使いと黒猫のウィズ（ディオニソスXII / ヴァッカリオ）
- スターオーシャン1 First Departure R（アシュレイ・バーンベルト）
- 刀剣乱舞 ONLINE（2019年 - 2024年、山鳥毛）

2020年
- 仁王2（織田信長）
- FAIRY TAIL（ギルダーツ・クライブ）
- キャプテン翼 RISE OF NEW CHAMPIONS（北詰誠）
- ロストアーク（フランク）
- りゅうおうのおしごと!（名人）

2021年
- ブレイブリーデフォルトII（エルヴィス・ラズロウ）
- ドラゴンクエストX 目覚めし五つの種族 オンライン（ファラス）
- スターオーシャン:アナムネシス（アシュレイ・バーンベルト）
- 夢王国と眠れる100人の王子様（マルタン王子〈2代目〉）
- 機動戦士ガンダム U.C. ENGAGE（2021年 - 2023年、ジェリド・メサ、ジョニー・ライデン）
- ディズニー ツイステッドワンダーランド（アンブローズ63世）

2022年
- バースセイバー（オニキス）
- トライアングルストラテジー（フラナガン・グルート）
- Ghostwire: Tokyo（KK）
- 機動戦士ガンダム アーセナルベース（2022年 - 2025年、ジョニー・ライデン、ジェリド・メサ、叢雲劾）
- ライブアライブ（カーク・ウェルズ）
- SDガンダム バトルアライアンス（叢雲劾）
- ジョジョの奇妙な冒険 オールスターバトルR（カーズ）
- 東京放課後サモナーズ（シームルグ）
- クライシス コア -ファイナルファンタジーVII- リユニオン（アンジール・ヒューレー）
- ガーディアンテイルズ（カマエル)
- パズル&ドラゴンズ（カーズ）

2023年
- Wo Long: Fallen Dynasty（曹操）
- ミスティックアビス：遺失海域（三船陸）
- 七つの大罪 〜光と闇の交戦〜（「支配者」暴君 魔神王）
- 文明と征服:Era of Conquest（始皇帝）
- ディシディア ファイナルファンタジー オペラオムニア（アンジール）

2024年
- ポケモンマスターズEX（カブ）
- とある魔術の禁書目録 幻想収束（マグレガー＝メイザース）
- 鈴蘭の剣：この平和の世界のために（ティードン）
-  HIGH CARD -COLOR OF THE PAIR（ジョン・ドゥ）
- メタファー：リファンタジオ（ニューラス）
-  エイジ・オブ・エンパイア モバイル（宮本武蔵）
- ライドカメンズ（高塔絶空）
- 三國志VIII Remake（曹操）
- 箱庭開拓 ハムスターと太陽の里
- FAIRY TAIL 2（ギルダーツ・クライヴ）

2025年
- Fate/Grand Order（インドラ）
- 龍の国 ルーンファクトリー（白龍）
- みんなのGOLF WORLD（アイザック）
- SUPERVIVE（ゴースト）

### 吹き替え

#### 担当俳優
アーロン・エッカート
- エンド・オブ・ホワイトハウス（ベンジャミン・アッシャー大統領）
  - エンド・オブ・キングダム

- ザ・コア（ジョシュ・キース博士）※テレビ朝日版
- ダークナイト（ハービー・デント / トゥーフェイス）※テレビ朝日版
- ブリックレイヤー（スティーヴ・ヴェイル）
- わすれた恋のはじめかた（バーク・ライアン）

アンディ・ラウ
- イエスタデイ、ワンスモア（トウ）
- おじいちゃんはデブゴン（レイ・ジンガウ）
- グレート・アドベンチャー（ダン）
- コールド・ウォー 香港警察 二つの正義 （フィリップ・ロク）
- 桃さんのしあわせ（ロジャー）
- 追龍（リー・ロック）
- 風暴 ファイヤー・ストーム（ロイ）
- ホワイト・ストーム（ティン）
- 流転の地球 -太陽系脱出計画-（トゥー・ホンユー）
- レイルロード・タイガー（先生）

エイドリアン・ブロディ
- ハリウッドランド（ルイス・シモ）
- プレデターズ（ロイス）
- ポーカー・フェイス（スターリング・フロスト・ジュニア）
- メディア王 〜華麗なる一族〜 シーズン3（ジョシュ・アーロンソン）

キーファー・サザーランド
- スタンド・バイ・ミー（エース・メリル）※フジテレビ版
- ファーストレディ（フランクリン・ルーズベルト）
- 世にも不思議なアメージング・ストーリー 最後のミッション（スタティック）

キム・ソンギュン
- 悪縁（チャン・ギルリョン）
- ソウル・バイブス（イ・ヒョンギュン）
- D.P. -脱走兵追跡官-（パク・ボムグ） - 2シーズン
- 武道実務官（キム・ソンミン）

ジェームズ・スペイダー
- 赤ちゃんはトップレディがお好き（ケン）※機内上映版
- アライバル ファイナル・コンタクト（ジュリアン・ローム）
- ショーツ 魔法の石大作戦（Mr.ブラック）
- セクレタリー（エドワード・グレイ）

ジャッジ・ラインホルド
- ビバリーヒルズ・コップシリーズ（ビリー・ローズウッド）
  - ビバリーヒルズ・コップ2 ※テレビ朝日版
  - ビバリーヒルズ・コップ3 ※テレビ朝日版
  - ビバリーヒルズ・コップ: アクセル・フォーリー

- ベートーベンシリーズ（リチャード・ニュートン）
  - ベートーベン3
  - ベートーベン4

ジョン・トラボルタ
- アーバン・カウボーイ（バド）※テレビ朝日版
- ゲット・ショーティ（チリ・パーマー）
  - Be Cool/ビー・クール

- シビル・アクション（ジャン・シュリクマン）
- 将軍の娘/エリザベス・キャンベル（ポール・ブレナー）
- ダイ・ハート（ウィルコックス）
- ドメスティック・フィアー（フランク・モリソン）
- ベイビー・トークシリーズ（ジェームズ・ウブリアッコ）※ソフト版
  - ベイビー・トーク
  - ベイビー・トーク2/リトル★ダイナマイツ
  - ベイビー・トーク3/ワンダフル・ファミリー

- ラッキー・ナンバー（ラス・リチャーズ）

トム・ハンクス
- キャスト・アウェイ（チャック・ノーランド）
- クラウド アトラス（ザックリー 他）
- ドラグネット 正義一直線（ペップ・ストリーベック）※テレビ朝日版
- ビッグ（ジョシュ・バスキン）※テレビ東京版
- ユー・ガット・メール（ジョー・フォックス）※ソフト版

ベンジャミン・ブラット
- デンジャラス・ウーマン（レイ・カーティス）
- 24 -TWENTY FOUR- リブ・アナザー・デイ（スティーブ・ナバロ）
- 花嫁のママ（ウィル）
- プライベート・プラクティス（ジェイク・ライリー）
- ブラザー・ミッション -ライド・アロング2-（アントニオ・ポープ）

マイケル・キートン
- ダンボ（V・A・ヴァンデヴァー）
- ハービー/機械じかけのキューピッド（レイ・ペイトン・シニア）
- マーベラス（マイケル・レンブラント）

マシュー・フォックス
- ハーモニー・オブ・ザ・デッド（パトリック）
- バンテージ・ポイント（ケント・テイラー）
- LOST（ジャック・シェパード）
- ワールド・ウォーZ（空挺部隊員）

マッツ・ミケルセン（本人公認）
- 愛を耕すひと（ケーレン大尉）
- 悪党に粛清を（ジョン・ジェンセン）
- アナザーラウンド（マーティン）
- インディ・ジョーンズと運命のダイヤル（ユルゲン・フォラー）
- ドクター・ストレンジ（カエシリウス）
- ハンニバル（ハンニバル・レクター）
- ファンタスティック・ビーストとダンブルドアの秘密（ゲラート・グリンデルバルド）
- ポーラー 狙われた暗殺者（ダンカン・ヴィズラ）

ラッセル・クロウ
- DCエクステンデッド・ユニバース（ジョー＝エル）
  - マン・オブ・スティール
  - ジャスティス・リーグ:ザック・スナイダーカット

- ナイスガイズ!（ジャクソン・ヒーリー）
- ノア 約束の舟（ノア）

レスリー・チャン
- 男たちの挽歌（キット）※パラマウント版
- ダブルタップ（リック）
- 恋戦。OKINAWA Rendez-vous（ジミー・トン）

#### 映画
- アイズ ワイド シャット（ニック・ナイチンゲール〈トッド・フィールド〉）
- アウトサイダー（スティーヴ〈トム・クルーズ〉）※フジテレビ版
- アダルト♂スクール（ディーン・ゴードン “チーズ” プリチャード〈ジェレミー・ピヴェン〉）
- 悪漢探偵（サム〈サミュエル・ホイ〉）
- アデライン、100年目の恋（ウィリアム・ジョーンズ〈ハリソン・フォード〉）
- アドミッション -親たちの入学試験-（ジョン・プレスマン〈ポール・ラッド〉）
- アメリカン・グラフィティ（ジョン・ミルナー〈ポール・ル・マット〉）※BD版
- アンダー・プレッシャー（クローリー〈ハリー・ヴァン・ゴーカム〉）
- アンロック/陰謀のコード（エリック・ラッシュ〈マイケル・ダグラス〉[297]）
- イナフ（ミッチ・ヒラー〈ビリー・キャンベル〉）※テレビ東京版
- インビンシブル（マイケル・フー〈バイロン・マン〉）
- 陰謀のターゲット（トム・ハンソン〈クリスチャン・スレーター〉）
- 宇宙空母ギャラクティカ（アポロ大尉〈リチャード・ハッチ〉）※BD版
- 海の上のピアニスト（ジェリー・ロール・モートン〈クラレンス・ウィリアムズ3世〉[298]）※BD版
- A.I.（ヘンリー・スウィントン〈サム・ロバーズ〉）※ソフト版
- エアベンダー（火の国の王〈クリフ・カーティス〉）
- エルム街の悪夢（グレン・ランツ〈ジョニー・デップ〉）※フジテレビ版
- 男ゴコロはマンガ模様（ウィル〈ジェマイン・クレメント〉）
- 想い出の微笑（シド・リッツ〈ジョン・タトゥーロ〉）
- 快盗ブラック・タイガー（ダム）
- 帰って来たドラゴン（ドラゴン〈ブルース・リャン〉）
- 帰らない日々（ドワイト・アルノー〈マーク・ラファロ〉）
- 輝く夜明けに向かって（ニック・フォス〈ティム・ロビンス〉）
- 家庭教師（アントニオ〈ジャンニ・モランディ〉）
- カラー・オブ・ハート（ビル・ジョンソン〈ジェフ・ダニエルズ〉）
- キューティ・ブロンド
- キョンシーVS五福星（チュー）
- キングスマン:ファースト・エージェント（アメリカ大使〈スタンリー・トゥッチ〉[299]）
- クイーン・スパイダー（ディーン〈リチャード・グリエコ〉）
- クライング・ゲーム（ジョディ〈フォレスト・ウィテカー〉）
- クラス・オブ・1999/処刑教室2（コディ・カルプ〈ブラッドリー・グレッグ〉）※ソフト版
- クリッター2（ウェスレー〈トム・ホッジス〉）
- 黒馬物語 ブラックビューティー（ブラック・ビューティー〈アラン・カミング〉）
- 現地(にいない)特派員（フランク・ボネヴィル〈エリック・バナ〉）
- 恋しくて（キース〈エリック・ストルツ〉）
- 恋の時給は4ドル44セント（ジム・ドッジ〈フランク・ホエーリー〉）
- 恋はワンダフル!?（ショーン〈デヴィッド・オハラ〉）
- 恋人たちの予感（ハリー・バーンズ〈ビリー・クリスタル〉）※ソフト版
- 皇帝密使（サム〈サミュエル・ホイ〉）
- コクーン（ジャック・ボナー〈スティーヴ・グッテンバーグ〉）
- コクーン2/遥かなる地球（ジャック・ボナー〈スティーヴ・グッテンバーグ〉）※テレビ朝日版
- ゴッド・ギャンブラー（コウ〈チョウ・ユンファ〉）※ビデオ版
- 殺したいほどアイ・ラブ・ユー（マーロン・ジェームズ〈キアヌ・リーブス〉）
- サウンド・オブ・ミュージック（ゲオルク・フォン・トラップ大佐〈クリストファー・プラマー〉）※テレビ東京版
- ザ・カー（ジョン・ノリス〈ジョン・ルービンスタイン〉）※テレビ朝日版
- ザ・カンニング アルバイト情報（ジェラール・ルノルマン、ステファン）
- 策謀のシナリオ（ブルース・ウォーカー〈ウィリアム・ボールドウィン〉）
- ザスーラ（パパ〈ティム・ロビンス〉）※劇場公開版
- ザ・スクエア 思いやりの聖域（クリスティアン〈クレス・バング〉）
- サスペリア（フランク・マンデル〈ウド・キア〉）※テレビ東京版
- 殺人療法/臓器強奪（ビリー・キャッスル〈ジェフ・ウィンコット〉）
- THE MYTH/神話（ナングン将軍〈シャオ・ピン〉）
- ザ・ランドロマット -パナマ文書流出-（ラモン・フォンセカ〈アントニオ・バンデラス〉）
- ザ・リベンジャー（キッド〈C・トーマス・ハウエル〉）※ビデオ版
- ザ・ワン（ゲイブ・ロウ / ガブリエル・ユーロウ / ロウレス〈ジェット・リー〉）※ソフト版
- サンダー/怒りの復讐（ピーター）
- G.I.ジョー:漆黒のスネークアイズ（ブラインドマスター〈ピーター・メンサー〉[300]）
- ジェミニマン（クレイ・ヴェリス〈クライヴ・オーウェン〉[301]）
- ジャックはしゃべれま1,000（シンジャ師〈クリフ・カーティス〉）
- 13日の金曜日 完結編（ポール）
- ジュラシック・ワールド/新たなる支配者（ルイス・ドジスン〈キャンベル・スコット〉[302]）
- 少林寺怒りの鉄拳（春米六〈サモ・ハン・キンポー〉）
- 少林寺への道（シャオルン）
- 白雪姫（良き王〈ハドリー・フレイザー〉[303]）
- スーパーマリオ 魔界帝国の女神（イギー〈フィッシャー・スティーヴンス〉[304]）※ソフト版
- スクリーム3（マーク・キンケイド刑事〈パトリック・デンプシー〉）
- スター・ファイター（アレックス・ローガン）
- スティーヴ・オースティン ザ・ハンティング（バンクス〈ギル・ベローズ〉）
- ストリートファイター ザ・レジェンド・オブ・チュンリー（ゲン〈ロビン・ショウ〉）
- スノーデン（コービン・オブライアン〈リス・エヴァンス〉[305]）
- SPUN スパン（コック〈ミッキー・ローク〉）
- 300 〈スリーハンドレッド〉 〜帝国の進撃〜（スキリアス〈カラン・マルヴェイ〉）
- スリーメン&ベビー（ジャック〈テッド・ダンソン〉）※ビデオ版
- S.W.A.T. アンダーシージ（トラヴィス・ホール〈サム・ジェーガー〉）
- セックス・アンド・マネー（マット〈グレッグ・ジャーマン〉）
- セブンティーン・アゲイン（マイク・オドネル〈37歳〉〈マシュー・ペリー〉）
- 孫文の義士団（チェン・シャオバイ〈レオン・カーフェイ〉）
- ダーク・タワー（黒衣の男 / ウォルター〈マシュー・マコノヒー〉）
- ダーティハリー2（アーリー・“アール”・スミス〈フェルトン・ペリー〉）※テレビ朝日版
- タイムライン（オリヴァー卿〈マイケル・シーン〉）
- 抱きたいカンケイ（アルヴィン・フランクリン〈ケヴィン・クライン〉）
- 父親たちの星条旗（ジェームス・ブラッドリー〈トム・マッカーシー〉）
- チリ33人 希望の軌跡（マリオ・セプルベダ〈アントニオ・バンデラス〉）
- ツーフィンガー鷹（タイガー〈ユン・ピョウ〉）※劇場公開版
- D.N.A.II（アッシュ・マットリー〈マーク・ダカスコス〉）※テレビ東京版
- D.N.A.IV（マーフィ〈マーク・ハミル〉）
- ティーン・ウルフ（スタイルズ）
- 天軍（イ・スンシン〈パク・チュンフン〉）
- 天地創造（アダム〈マイケル・パークス〉）※日本テレビ版（ソフト収録）
- トゥームレイダー ファースト・ミッション（リチャード・クロフト〈ドミニク・ウェスト〉[306]）
- ドクター・ドリトル（ドン・カーペンテリノ〈デイヴィッド・シェインコフ〉[307]）
- Dot. ドット（ポール・ディーア〈マーティン・ドノヴァン〉）
- トランスポーター シリーズ（フランク・マーティン〈ジェイソン・ステイサム〉）
  - トランスポーター ※テレビ朝日新録版
  - トランスポーター2 ※テレビ朝日版
  - トランスポーター3 アンリミテッド ※テレビ朝日版
- トレスパス（ドン〈ウィリアム・サドラー〉）
- トレマーズ（バレンタイン・ミッキー〈ケヴィン・ベーコン〉）※テレビ朝日版
- ナーズの復讐III ナーズ軍団、最終決戦!（ディーン・スタンリー・ゲイブル〈テッド・マッギンレー〉）
- ナチュラル（ロイ・ホッブス〈ロバート・レッドフォード〉）※ソフト版
- 7500（マイケル・ラッツマン機長〈カルロ・キッツリンガー〉）
- なまいきシャルロット（ジャッキー・キャスタン）
- ニキータ（マルコ〈ジャン＝ユーグ・アングラード〉）※日本テレビ版
- ネクスト・ドリーム/ふたりで叶える夢（マックス〈ビル・プルマン〉）
- ノッティングヒルの恋人（ウィリアム・タッカー〈ヒュー・グラント〉）※日本テレビ版
- ヴァーチャル・シャドー 幻影特攻（タンゴ〈イーキン・チェン〉）
- バード・ボックス: バルセロナ（神父〈レオナルド・スバラーリャ〉）
- バックドラフト（ブライアン・マカフレイ〈ウィリアム・ボールドウィン〉）※テレビ朝日版
- バットマン オリジナル・ムービー（ディック・グレイソン / ロビン〈バート・ウォード〉）※ソフト版
- パニック・イン・スタジアム（マイク・ラムゼイ〈ボー・ブリッジス〉）※テレビ朝日版
- パラサイト（ジョー・ウィリス先生〈ロバート・パトリック〉）※ソフト版
- ヒーロー・ネバー・ダイ（ジャック〈レオン・ライ〉）
- ヒッチャー（ジム・ハルジー〈C・トーマス・ハウエル〉）
- ヒヤシンス・ブルーの少女（ヨハネス・フィルメール）
- ビルとテッドの地獄旅行（セオドア・“テッド”・ローガン〈キアヌ・リーブス〉）※ソフト版
- 15ミニッツ（ジョーディ・ウォーソー〈エドワード・バーンズ〉）※日本テレビ版
- フォー・フレンズ/4つの青春（ルイ・カーナハン〈リード・バーニー〉）※日本テレビ版
- フォロウィング（コッブ〈アレックス・ハウ〉）
- フットルース（ウィラード・ヒューイット〈クリス・ペン〉）※フジテレビ版
- フランク&ローラ 魔性のレシピ（アラン・ラーソン〈ミカエル・ニクヴィスト〉）
- ブリジット・ジョーンズの日記 ダメな私の最後のモテ期（ジャック・クワント〈パトリック・デンプシー〉）
- プリティ・ヘレン（ダン・パーカー〈ジョン・コーベット〉）
- フリントストーン/モダン石器時代（クリフ・ヴァンダーケイヴ〈カイル・マクラクラン〉）
- ブレード・スクワッド（ターケントン〈カーク・バルツ〉）
- ブレット・トレイン（エルダー〈真田広之〉[308]）
- ブロブ/宇宙からの不明物体（ポール・テイラー）
- プロムナイト（ニック・マクブライド）
- ブロンディー/女銀行強盗（J.T.〈ヴァル・キルマー〉）※ソフト版
- ヘルレイザー ゲート・オブ・インフェルノ（ジョセフ “ジョー”・ソーン刑事〈クレイグ・シェイファー〉）
- ボクの彼女は地球人（マック〈ジェフ・ゴールドブラム〉）
- 微笑みがえし（ルー）
- 香港淫殺倶楽部/ポイズン・ガールズ あぶないカ・ラ・ダ（ティナム〈サイモン・ヤム〉）
- マイアミ・ラプソディー（マット〈ギル・ベローズ〉）
- マイ・フレンド・フリッカ（ロブ・マクラフリン〈ティム・マッグロウ〉）
- マット・ディロンの初恋物語（ジャック・ダンカン〈マット・ディロン〉）※TV版
- ミスター・ソウルマン（ゴードン〈アリー・グロス〉） ※TBS版
- ミスティック・ピザ（ビル〈ヴィンセント・ドノフリオ〉）
- ミッション・トゥ・マーズ（ニコラス “ニック”・ウィリス〈カヴァン・スミス〉）
- ミッドナイトクロス（フランク・ドナヒュー）※TBS版
- ムーラン（タン司令官〈ドニー・イェン〉[309]）
- モータルコンバット（ハンゾウ / スコーピオン〈真田広之〉[310]）
- 野獣教師2（カール・トマソン〈トリート・ウィリアムズ〉）
- 山猫（タンクレディ〈アラン・ドロン〉）※テレビ朝日新録版
- ヤング・シャーロック/ピラミッドの謎（ダドリー〈アール・ローズ〉）※機内上映版
- ラ・ブーム2（フィリップ）
- 龍拳（ナンシン〈イーグル・ハン〉）※フジテレビ版
- レインマン（チャーリー・バビット〈トム・クルーズ〉 ※機内上映版[311][312]
- 蝋人形の館（ボー〈ブライアン・ヴァン・ホルト〉）
- ローズマリー（ポール〈ブライアン・イングランド〉）
- ロッキー・ホラー・ショー（ブラッド・メイジャース〈バリー・ボストウィック〉）
- ワイルドシングス（レイ・デュケ〈ケヴィン・ベーコン〉）※テレビ朝日版
- ワイルド・ブリット（ベン〈トニー・レオン〉）
- ワイルド・ワイルド・ウエスト（アーティマス・ゴードン / ユリシーズ・グラント〈ケヴィン・クライン〉[313]）※ソフト版

#### ドラマ
- アナザー・ライフ〜天国からの3日間〜（ライダー〈エイダン・ディヴァイン〉）
- アメリカン・ヒーロー（トニー・ビリカーナ〈マイケル・パレ〉、アーニー〈スーン＝テック・オー〉）
- アリーmyラブ5（マイケル・ウォーカー）
- V2/ビジターの逆襲（チャールズ〈ダンカン・レガー〉）※ビデオ版
- Xカンパニー 戦火のスパイたち（ダンカン・シンクレア〈ヒュー・ディロン〉）
- X-ファイル（ライル・パーカー）
- NCIS 〜ネイビー犯罪捜査班（リロイ・ジェスロ・ギブス〈マーク・ハーモン〉）※Dlife版
- NCIS: ニューオーリンズ（リロイ・ジェスロ・ギブス〈マーク・ハーモン〉）
- エレメンタリー ホームズ&ワトソン in NY（マイクロフト・ホームズ〈リス・エヴァンス〉）
- 騎馬警官 シーズン1 #5（ギャリー・レッドフィールド）
- グレイス&フランキー（ニック〈ピーター・ギャラガー〉）
- 黒い森 殺人事件（フランツ〈チェッキー・カリョ〉）
- 刑事ヴィスティングシリーズ（ヴィリアム・ヴィスティング〈スヴェーン・ノルディン〉[314]）
  - 刑事ヴィスティング〜殺人鬼の足跡〜
  - 刑事ヴィスティング〜悪がうごめく町〜
- 刑事フォイル シーズン8 #3（サー・イアン・ウッドヘッド）
- 刑事ロク 最後の心理戦 シーズン2（チェ・ドヒョン〈チョン・ジニョン〉）
- ケネディ家の人びと（ジャック / ジョン・F・ケネディ〈グレッグ・キニア〉）
- コールドケース4 #9（ラモーン・デルガード〈ブルーノ・カンポス〉）
- 恋するアンカーウーマン #7, #8（カーティス・ウィルソン〈ヘンリー・シモンズ〉）
- サブリナ（ハリソン）
- 三国志演義（関興）※NHK-BS2版
- シグナル/時空を超えた捜査線（ジョー・ハーレイ助祭〈ケネス・ミッチェル〉）
- シャーロック・ホームズの冒険「サセックスの吸血鬼」（マイケル）
- 新アウターリミッツ（ケイン〈ダナ・アシュブルック〉）
- スーパーナチュラル（ルシファー〈2代目〉）
- スクリーム・クイーンズ（ウェス・ガードナー〈2代目〉〈オリヴァー・ハドソン〉）
- SCORPION/スコーピオン シーズン2 #15（ケネス・“ケン”・ドッド〈ジェフ・フェイヒー〉）
- スピン・シティ シーズン5、6（チャーリー・クロフォード〈チャーリー・シーン〉）
- ダークエイジ・ロマン 大聖堂（フィリップ〈マシュー・マクファディン〉）
- 第一容疑者 希望のかけら（ショーン・フィリップス）
- チャーリー・シーンのハーパー★ボーイズ（チャーリー・ハーパー〈チャーリー・シーン〉）
- This イングランド 〜ボリス・ジョンソンの軌跡〜（ボリス・ジョンソン〈ケネス・ブラナー〉[315]）
- DEUCE3/ポルノストリート in NY（ハンク〈コリー・ストール〉[316]）
- 24 -TWENTY FOUR- シーズン2（マックス〈トーマス・クレッチマン〉）
- 特捜刑事マイアミ・バイス
  - シーズン1 #18（ボンゾ・バリー）
  - シーズン2 #4（ベン・ドークス〈フリッツ・ブローナー〉）、#17（デヴィッド）
  - シーズン4 #13（デヴィッド・マックリン）
- 特務指令 エア・アメリカ（ヘンリー・スタンリー）
- バグズ ハイテクスパイ大作戦（ローランド）
- バフィー 〜恋する十字架〜（ドラキュラ伯爵）
- 犯罪分析官ハリファックス: 歪んだ天罰（ベン・セイラー〈クレイグ・ホール〉）
- ふたりはふたご（アレックス）
- フレンズ（パーカー〈アレック・ボールドウィン〉）
- 北京バイオリン（王〈ワン〉）
- ヘレーネ&トーマス～バディ潜入捜査～（ヴェアナー）
- ベター・コール・ソウル（ハワード・ハムリン〈パトリック・ファビアン〉）
- 亡国のスパイ〜かくも親密な裏切り〜（キム・フィルビー〈ガイ・ピアース〉[317]）
- ボーイ・ミーツ・ワールド（アラン・マシューズ〈ウィリアム・ラス〉）
  - ガール・ミーツ・ワールド（アラン・マシューズ〈ウィリアム・ラス〉）
- BONES シーズン5（Dr.ポール・リドナー〈エロン・ゴールド〉）
- ミステリーゾーン
  - シーズン1 #28 「地獄にきた男」（ヘンリー・フランシス・'ロッキー'・バレンタイン〈ラリー・ブライデン〉）
  - シーズン2 #26 「夢の世界」（アダム・グラント〈デニス・ウィーバー〉）
- ミス・マープル4/ポケットにライ麦を（ニール警部〈マシュー・マクファディン〉）
- メシア  #8、#9（ジョン・ヤング〈ダーモット・マローニー〉）
- THE MENTALIST メンタリストの捜査ファイル
  - シーズン1 #17（ランドル・フォーク）
  - シーズン5 #9（ディルマー）
- ヤングライダーズ シーズン1 #9（カーリー〈ロブ・エステス〉）
- リプレイスメント 〜全てを奪う女〜（デヴィッド・ワーノック〈ダグレイ・スコット〉）
- レジデント 型破りな天才研修医 シーズン5（イアン・サリヴァン〈アンドリュー・マッカーシー〉）
- レ・ミゼラブル（ジャン・バルジャン〈ドミニク・ウェスト〉[318]）
- ローズマリーの赤ちゃん〜パリの悪夢〜（ローマン・カスタベット〈ジェイソン・アイザックス〉）
- 私はラブ・リーガル6 フィナーレ #3（リアム・マシューズ〈リック・スプリングフィールド〉）

#### アニメ
- アイ・アム・グルート（2023年、ウォッチャー）
- アイアン・ジャイアント（2000年、ディーン・マッコービン[319]）
- アドベンチャー・タイム（2013年、パーティ・パット）
- おじいさんと子猫の魔法の家（ローレンスおじいさん）
- ジョニーテストシリーズ（パパ）
- トランスフォーマーシリーズ
  - トランスフォーマー アドベンチャー（マイクロナス）
  - トランスフォーマー:ウォー・フォー・サイバトロン・トリロジー（ウルトラマグナス[320]）
- バイオハザード: インフィニット ダークネス（グラハム大統領[321]）
- ピーターパンと魔法の本（フック船長）
- ホワット・イフ...?（3シーズン）（2021年 - 2024年、ウォッチャー[322]、カエシリウス）
- リトル・マーメイド（1991年、エリック）
- リトル・マーメイドII Return to The Sea（エリック）
- ルイスと未来泥棒（2007年、未来のルイス）
- RWBY（オズピン[323]）

#### ボイスオーバー
- 動物おもしろビデオショー（案内役キーガン・マイケル・キーン&動物）
- 世界一受けたい授業（動物学者デビッド・ハムリンのボイスオーバー）
- 世界まるごとHOWマッチ（出題VTRの外人）
- BS世界のドキュメンタリー
  - ルーブル美術館を救った男（2016年、ジャック・ジョジャール）
  - オリバー・ストーン ON プーチン（2018年、プーチン大統領）
  - “最後の革命家” ラウル・カストロ（2022年）
- シリコンバレー狂騒曲（2019年、ジェームズ・バークスデイル〈ブラッドリー・ウィットフォード〉） [324]
- Move－そのステップを紐解く－（2020年、オハッド・ナハリン）
- アーキテクツ プレイス 北欧発建築家の幸せな住まい（2021年、マルク・アイシット）
- Qアノンの正体 / Q: INTO THE STORM （2021年）[325]
- 地球ドラマチック 「ノガンを絶滅させない！〜守り人たちの挑戦〜」（2021年）
- プロジェクト・ランウェイ19（2022年、トミー・ヒルフィガー）
- 小さなミニチュア鉄道の大冒険 スコットランドの大地をゆく（2022年 - 2023年、ローレンス 役）[326]

#### 人形劇
- サンダーバード55/GoGo（アロイシャス・パーカー）

### CD

#### ドラマCD
- アーシアン（影艶） - 4作品[一覧 35]
- Are you Alice? シリーズ（チェシャ猫）
- Ai Death Gunシリーズ（カルマル・水沼・シン） - 6作品[一覧 36]
- 愛のカレードスコープ（前野健一郎）
- 青春鉄道（秩父鉄道）
- 悪魔と踊れ（サンジェルマン伯）
- アクマのひみつ（バルドレ）
- 阿佐ヶ谷Zippy（甲斐史虎）
- 亜未!ノンストップ（御形克己） - 2作品[一覧 37]
- 嵐のデスティニィ（フレストル） - 2作品[一覧 38]
- アリーズ〜神話の星座宮〜（ハデス） - 2作品[一覧 39]
- アルスラーン戦記（ダリューン） - 4作品[一覧 40]
- インフェリウス惑星戦史外伝 CONDITION GREEN（ウエルド・ハンタス）
- Vie Durantシリーズ（ヴァイ） - 7作品[一覧 41]
- AR 〜another epilogue〜シリーズ（鍬谷拳） - 3作品[一覧 42]
- 永遠の野原（柳良次） - 3作品[一覧 43]
- X CHARACTER FILE 6（麒飼遊人）
- EDEN・205（ミラー）
- エメラルドドラゴンドラマ・シリーズ Vol.1 - Vol.5（ハスラム） - 5作品
- 王子さまLv1（リグナム・ルーキウス） - 2作品[一覧 44]
- 王都妖奇譚シリーズ（安倍晴明） - 4作品[一覧 45]
- おおいぬ荘の人々（アシュレイ・クリエ・エヴァンズ）
- おやじな!千夏と巴の場合（紫ノ宮涼）
- 彼方から vol.1 - 3、vol.5 - 6（ケイモス） - 5作品
- KI-FOMM 第1巻（閨谷鷹蔵）
- 鬼哭街 反魂剣鬼（孔濤羅）
- 旭日の艦隊 -The Fleet Rising Sun-（間新六）
- キラリティー（キャロル）
- ギリシャ・ローマ神話9 アルゴー遠征隊（イアーソン）
- グランブルーファンタジー「救国の忠騎士」ディレクターズカット版（2016年、ジークフリート）
- 黒いチューリップ（ナレーション） - 2作品[一覧 46]
- ケロロ軍曹 宇宙でもっともギリギリなCD第4巻（雷霊）
- 源氏（源義経）
- 賢者の弟子を名乗る賢者（スレイマン、アイゼンファルド）
- 恋人は守護霊!? イメージアルバム（光翔）
- 紅茶王子（奈子の父）
- ここはグリーン・ウッド（蓮川一弘） - 6作品[一覧 47]
- ゴーゴー僕たち（井上岳）
- 秋桜の空に 〜水面の春姫〜（真田武彦）
- コバルトときめきドラマシアター 「金剛山綺譚 銀葉亭茶話」（樹王君）
- 彩雲国物語（紅黎深）
- 最終神話戦争イデアオペラ オリジナルドラマCD 第3章 輝ける悠遠の女神（ラー）
- GファンタジーコミックCDコレクション ファイアーエムブレム暗黒竜と光の剣（カミュ）
- シャーロック・ホームズシリーズ：バスカヴィル家の犬（ヘンリー・バスカヴィル）
- シャイニング・フォース イクサ ドラマCD（ガドフォール）
- 新宿Guardianシリーズ（上杉景一郎） - 4作品[一覧 48]
- 新撰組異聞 蒼き狼たちの神話シリーズ（坂本竜馬） - 3作品[一覧 49]
- スクールランブル（沢近愛理の父）
- スパイラル 〜推理の絆〜それさえも貴き日々で（鳴海清隆）
- 西洋骨董洋菓子店シリーズ（小早川千影） - 4作品
- 7SEEDS（百舌戸要） - 3作品[一覧 50]
- ZERO ZANY.（首吊り） - 2作品
- 戦国武友伝 弐の巻〜光芒の絆〜（明智光秀）
- 天は赤い河のほとり（カイル・ムルシリ）
  - 天は赤い河のほとり 本編 - 8作品
  - 天は赤い河のほとり サウンドシアター番外編 -キックリの一日-
- 対決5 井上和彦 V 内海賢二 -俺とチワワ-（デク）
- 月と茉莉花シリーズ（曹火鳥） - 2作品[一覧 51]
- 月のうまれる夜（榊晃介）
- TWIN SIGNAL（カルマ）
- テイルズ オブ ファンタジア（クラース・F・レスター）
  - テイルズ オブ ファンタジア ドラマCD - 3作品
  - テイルズ オブ ファンタジア Anthology - 2作品
  - テイルズ オブ ファンタジア THE ANIMATION - 6作品[一覧 52]
  - テイルズ オブ ファンタジア Chara Talk CD 〜PANIC・WORLD〜（仮）
  - テイルズ オブ ファンタジア なりきりダンジョン - 2作品[一覧 53]
- ディスコミュニケーション（香坂彰治）
- 電影少女 集英社CDブック（新舞貴志）
- 天才ファミリー・カンパニー（田中荘介）
- 「刻の男組（ときのスーパーヒーロー）」第2弾「ヘタレメ☆浦島太郎」（乙姫）
- ときめきメモリアル 旅立ちの詩 so long 〜館林見晴〜（田宮先生）
- 夏空のモノローグ オリジナルドラマCD（浅浪皓）
- 夏目友人帳（ニャンコ先生 / 斑）
- ナデプロ!!（井上俊幸）
- 虹色の王子様 ドラマCD 第1巻（篠崎恭司）
- 虹の世紀シェラトーン（川崎翔人）
- BASARA（朱理） - 2作品[一覧 54]
- ハイスクール・オーラバスター（鷹木文彦 / 勝呂）
- 走れ！昴くん -生- 椿一朗の生（椿勘兵衛）
- BANANA FISH（奥村英二） - 3作品
- 遙かなる時空の中でシリーズ（橘友雅、翡翠、梶原景時、風早）
- Panty & Stocking with Garterbelt THE WORST ALBUM 「Cherry Corrida」（ドミトリー・フルチンコフ）
- BE HAPPY！ 〜常盤家の人々〜（常盤進）
- VitaminXシリーズ（鳳晃司） - 11作品[一覧 55]
- 秘密のクラブへようこそ！（黒崎志信）
- 百鬼夜行抄（青嵐 / 飯嶋孝弘）
- 鉱石妖精（帽子屋&バトラー） ※あづみ冬留オリジナル企画・ドラマCD
- ファンタシースター〜封じられし記憶〜 ドラマCD&ファンブック（スレイ）
- FOOKIESシリーズ（青柳修人）
- 封殺鬼シリーズ（知徳） - 7作品[一覧 56]
- Black_Matrix 00 Vol.1 慟哭の爪痕（ヨハネ）
- BROTHERS（赤井恭平）
- フレグランス・テイルシリーズ（ソリュード） - 2作品[一覧 57]
- 僕は妹に恋をする（結城俊平）
- 本好きの下剋上 〜司書になるためには手段を選んでいられません〜 ドラマCD3 - 10（ジルヴェスター 他） - 8作品
- モノクロ少年少女（上総）
- 薬師寺涼子の怪奇事件簿（泉田準一郎）
- 八雲立つ 新音盤物語（邑見眞前）
- やさしい竜の殺し方 外伝（風の長老・豪嵐のメシエ）
- ゆうきまさみ文化学院 鉄腕バーディー CDシネマスペシャル カルチャースクール特別編 三大博士地球最大の決戦（原田恭平）
- 妖魔の封印シリーズ（ラーゼル） - 4作品[一覧 58]
- よつのは 〜雪が溶けきる、その前に〜（銭湯の男性A）
- ラディカル・ホスピタル（滝沢秀則）
- リーマン戦隊タカナシレンジャー（小鳥遊一二三 / 長官）
- ボクがCDになった理由 龍三郎、ミュージカルする。（渋沢龍之介）
- るろうに剣心 -明治剣客浪漫譚-（相楽総三）
- レジェンズ スピリチャルベストソングス（シロン） - 3作品[一覧 59]
- ワイルドアームズ アドバンスド3rd オリジナルドラマ（クライヴ）
- Messiah メサイア（一嶋晴海） - 2作品[一覧 60]

#### 乙女向けシチュエーションCD
- 憧れの職業シリーズ02 ローファーム<弁護士>編 （森修一）
- あなたを密室で取り調べCD （橘優一朗） - 2作品[一覧 61]
- 雨枕二期　二葉（二葉）
- イチャ恋CD 優しくやらしく耳かきしてくれる彼氏
- オジサマ専科シリーズ
  - オジサマ専科Vol.1 Make My Lady〜私の淑女〜（壬生之哉）
  - オジサマ専科 Reading vol.1 Livin’ On A Prayer 〜祈り〜（壬生之哉）
  - オジサマ専科 キャラクターソングVol. 1 聖女生花（壬生之哉）
  - オジサマ専科Vol.17 ないしょのLOVE・WAR〜弊社恋愛事情〜（片倉慶）
- オジサマVSワカゾウ〜もう一度恋をしよう〜（月村恭一郎）
- オ・ト・ナ限定 看病CD KarteIII（桐生誠一郎）
- 官能昔話シリーズ（案内人 他） - 14作品[一覧 62]
- KISS×KISS collections Vol.30（我孫子圭一）
- 禁断♥放課後の恋人 〜ふたりのレッスン〜（都賀井滋）
- 月刊英雄図鑑 黒盤（ナポレオン）
  - 月刊英雄図鑑 白盤　※キャストクレジットトーク
- 月刊男前図鑑 先生編 黒盤（保健医）
  - 月刊男前図鑑 先生編 白盤　※キャストクレジットトーク
- 月刊男前図鑑シリーズ特別編 月刊光源氏図鑑 百合編 白百合盤（光源氏）
  - 月刊光源氏図鑑 百合編 紅百合盤 　※キャストクレジットトーク
- 週刊添い寝CDシリーズ vol.10（悠生）
- 新撰組 勿忘草シリーズ（近藤勇） - 3作品[一覧 63]
- Dandy Shot オジサマと一夜を過ごすCD Vol.1「会社社長 vs 恋愛小説家 編」（湯瀬龍之介）
- 旦那カタログVol.5 今月の特集：年上旦那vs年下旦那（年上旦那・淡路真一）
- 超♡モテ期 〜わたし、どうしたらいい?〜 ホスト編（オーナー）
- ドM倶楽部 〜天醒学院　放送部編〜（藍田宗之）
- はい。ご主人様（執事）
- 羊でおやすみシリーズ Vol.11 「またせたね☆セニョリータ」
- 妄想エステ V（十岐多爽紫）
- Last Choice（堀田啓輔）
- LOVERS ONLY4 あなただけを見つめて（伯爵リシャール・ド・バルビエ）
- ラブ★スイーツ vol.3

#### BLCD
- 愛してないと云ってくれ（斑目幸司） - 2作品[一覧 64]
- 開いてるドアから失礼しますよ（本田俊二）
- 愛と欲望の金融街（林秀幸）
- アクマのひみつ（バルドレ）
- アナリストの憂鬱シリーズ（林秀幸） - 3作品[一覧 65]
- あおい瞳（レオンハート・カプラ）
- エデンを遠く離れて3〜切ない夜の楽園〜（氷山三紀彦）
- N大附属病院シリーズ（青木克己） - 2作品[一覧 66]
- Angel's Featherシリーズ（若林怜夜〈レイヤード〉） - 5作品[一覧 67]
- 大人と子供の境界線（高須）
  - 好きと嫌いの境界線
- オヤジ拾いました。（佐伯良二）
- 帰り道（一之瀬八郎）
- 過激にシリーズ（統摩） - 5作品[一覧 68]
- 重ねる指先（矢崎喬之）
- 熱量〜カロリー〜（柏木潤）
- キミに飼われたい！（杉浦秋彦）
  - キミに可愛がられたい！
- きみには勝てない!（酉島森生）
- 銀行員シリーズ（林秀幸）
  - 3時から恋をする
  - 3時から恋をする II 〜5時10分から恋のレッスンより〜
  - 3時から恋をする III 〜8時50分・愛の決戦より〜
  - 午前0時・愛の囁き
  - 8時半からフォール・イン・ラブ
- 腐った教師の方程式（柴田雅美） - 5作品[一覧 69]
- くらっしゅ＋ゴーストハンターズ（大辻司郎） - 2作品[一覧 70]
- グラビテーションシリーズ（由貴瑛里）
  - グラビテーション Sound Story - 3作品
  - グラビテーション ドラマCD - 3作品
  - グラビテーション オーディオコミック - 2作品
- クローゼットで奪いたい（塔谷理人）
- 月齢・15シリーズ（円城胡堂） - 2作品[一覧 71]
- 琴姫様、乱心（平泉若葉）
- この世異聞シリーズ（セツ） - 3作品[一覧 72]
- こんな上司に騙されて 2（白兼恒彦）
- 最強な奴ら（神代恭也）
- 最後のドアを閉めろ!（本田俊二） - 2作品[一覧 73]
- 幸せのLEVELシリーズ（葉月凪） - 3作品
- 幸せはこんなカタチでやってくる（志賀）
- GP学園生徒会執行部シリーズ（五十嵐五朗）
  - GP学園情報処理部2
  - GP学園生徒会執行部
- 純情シリーズ（柳生流一郎） - 3作品[一覧 74]
- 純情テロリスト（宮城庸）
  - 純情テロリスト - 2作品
  - 純情エゴイスト
  - 純情ロマンチカ  - 3作品[一覧 75]
  - 純愛エゴイスト（田中）
- 小児科病棟シリーズ（神代恭也） - 2作品[一覧 76]
- SILVER CHAOS 〜終わりなき旅〜（ラグシエル）
- 素人ヤンキー♂危機一髪!!（社長）
- 白の彼方へ（浅田崇文）
- ジェラールとジャック（アマルリック）
- 世紀末★ダーリン（高杉洋一郎）
- 先生はダミー（柚木心平）
- そりゃもう、愛でしょう（本橋藍） - 2作品[一覧 77]
- タクミくんシリーズ（崎義一） - 15作品[一覧 78]
- だまされたい（長岡信乃）
- 罪シリーズ（槇原） - 4作品[一覧 79]
- 東京あまとりあ（吉川夏威）
- TOMOI II（サイード）
- 生意気な遺伝子 Long Version（襟川由樹）
- 新妻日記シリーズ（橘祐一郎） - 2作品[一覧 80]
- 猫かぶりの君 〜復讐編〜（南部大河）
- Hybrid Child（黒田）
- 裸執事ドラマCD 鬼魂島の夜〜チン怪奇!?無人島に眠る鬼伝説〜（佐久間恭一）
- 春を抱いていた（佐和渚） - 2作品[一覧 81]
- 美貌の侯爵閣下（水咲鷹臣）
- 110番はシリーズ（芥川尊光） - 2作品[一覧 82]
- 百日の薔薇（クラウス・フォン・ヴォルフシュタット）
- 平八郎天下御免（山沖慎）
- FAKE - Final Act -（レオ）
- ミス・キャストシリーズ（深沢優治） - 15作品[一覧 83]
- 昔、男ありけり…。（藤原聡明）
- 胸さわぎシリーズ（西尾冬貴） - 6作品[一覧 84]
- 指先の恋（山下一）
- ラブ★パニ 恋愛警報☆パニック注意報（アレックス・リッチマン）
- 梨園の貴公子（尾上浅葱）
- Refine -Characters Refine-（王子アレックス）
- ロマンスは白衣のままで（水千寺京吾）
- ワイルド・ロック（ユニ）

#### ラジオ・トークCD
- おそ松さん第2期 シェーWAVE おそ松ステーション DJシェーD
- ここはグリーン・ウッド放送局 DJスペシャル〜ON AIRバージョン
- 純情ロマンチカWebラジオ「純情トライアングル 〜いざ、純情に勝負!!〜」第3巻
- 新パーソナルトークCD3
- SUPER SASAI BROTHERS 〜RADIO JAM〜
- ネオロマンスParadise 遙かなる時空の中で(3)
- 裸執事de裸ジオ 1発目
- BL裏話SPECIAL Part.4
- Radioトーク ネオロマンス Paradise Cure!
- ルビー文庫創刊17周年フェア Ruby Station（Version A、Version B)
- ルビー文庫創刊18周年フェア Ruby Station（Version A、Version B)
- ルビー文庫創刊19周年フェア Ruby Station（Version A、Version B)

#### その他
- 井上和彦の癒し香〜おやすみまでの恋時間〜
- 井上和彦の癒し香〜眠り姫〜
- 朗読喫茶 噺の籠 参 山月記 / 御伽草子 / 杜子春・蜘蛛の糸[327]

### カセットブック
- 幻獣少年キマイラ（大鳳吼） - 2作品
- そして春風にささやいて（崎義一）（松本保典版）
- 星へ行く船（大沢善行）

### オーディオブック
- 海賊とよばれた男 [328] ※上下巻
- 銀河英雄伝説 外伝 ユリアンのイゼルローン日記（ダスティ・アッテンボロー）
- 極上voiceメソッド『嫌われる勇気』 [329] [330] ※前後編
- 極上voiceメソッド『幸せになる勇気』 [331] [332] ※前後編
- 寂聴 源氏物語 [333]
- 小説 Fukushima 50[334]
- そして誰もいなくなった [335]
- 杜子春[336]
- 寝たまんまヨガ 優しい眠りの瞑想[337]
- 羊を数える[338]

### デジタルコミック
- VOMIC NARUTO -ナルト-（はたけカカシ）
- 「フルーツバスケット」音声入りまんがDVD〜旅立ちの日、再び〜（2012年、草摩はとり） - 『花とゆめ』24号応募者全員サービス

### 特撮
- 猿の軍団（1974年、野性猿監視院の息子ロムの声）
- ゼイラム2（1994年、ボブの声）
- 人造人間ハカイダー（1995年、ミカエルの声）
- ビットバレット（2008年、柳沢和彦・ナレーション）
- 呀-KIBA- 〜暗黒騎士鎧伝〜（2011年、風雲騎士バドの声）
- スーパー戦隊シリーズ
  - 動物戦隊ジュウオウジャー（2016年 - 2017年、ジニスの声[339]） - テレビシリーズ + 映画
  - 暴太郎戦隊ドンブラザーズ（2022年、田所新造[340]）
- 仮面ライダーリバイス（2022年、ギフの声[341]）

### 人形劇
- プリンプリン物語（アイ王子）
- ひげよさらば（大泥棒）

### CMナレーション
- アメリカンホームダイレクト
- AMO『コンタクトワンステップ』
- 花王『メリット』
- カプコン
  - 『ストリートファイターII』（1992年）
  - 『ストリートファイターIIターボ』（1993年）
  - 『スーパーストリートファイターII』（1994年）
  - 『逆転裁判4』（2007年）
- データイースト（1986年 - 1992年）
- 亀屋万年堂
- キッセイ薬品工業
- キッチン アクアショット
- スバル
- The Best of Dragon Ash with Changes
- シンセイ『美味しんぼ 究極のメニュー三本勝負』（1989年）
- タイガー（1986年4月頃 - 2001年9月頃）
- ダイハツ
- 大鵬薬品『チオビタドリンク』
- 東京ガス『エコ上手ガスファンヒーター』
- トヨタ自動車『レクサス』
- 日産『マーチ』
- 博報堂
- バンプレスト
  - 『スーパーロボット大戦COMPACT2 第2部:宇宙激震篇』（2000年）
  - 『スーパーロボット大戦MX』（2004年）
- プリマハム
- ブレンディ
- リコー『ジェルジェットプリンター』
- ローソン
- マクドナルド
- 夕月『ちくわ』（1985年）
- 丸大食品『世界忍者戦ジライヤソーセージ』（1988年）
- 雪印食品
  - 『超力戦隊オーレンジャーソーセージ』（1995年）
  - 『激走戦隊カーレンジャーソーセージ』（1996年）
  - 『救急戦隊ゴーゴーファイブソーセージ』（1999年）
- volvic
- KDDI（au） INFOBAR 2
- ワークジャム『クロス探偵物語』（1999年）
- タイトー『スパイダーマン2』（2005年）
- LaLa（2017年）
- 吉野家（2021年）
- 大塚製薬『カロリーメイト』（2024年）

### ナレーション
- 世界まる見え!テレビ特捜部（ - 2008年）[9]
- 大河バラエティ!超近現代史[9]
- 爆笑問題のバク天!
- ビートたけしのお笑いウルトラクイズ[9]
- 「BORUTO-ボルト- NARUTO THE MOVIE」完全ガイド
- マシンロボ（バイカンフー編玩具CMナレーション）
- 理由ある太郎[9]
- お願い!ランキング[9]
- 発掘!エトセトラさん[9]
- 文化庁 工芸技術記録映画 「髹漆 小森邦衞のわざ」[9]
- IMAXレーザー イントロナレーション[342]
- 風味巡礼 シリーズ
  - 風味巡礼 〜中国から世界を味わう〜（2018年、8エピソード）
  - 風味巡礼2 〜中国から世界を味わう〜（2020年、8エピソード）
  - 風味巡礼3 〜海の奇跡を味わう〜（2022年、8エピソード）
- 残された者 -北の極地- 予告編（2019年）[343]
- ミス・ジコチョー〜天才・天ノ教授の調査ファイル〜（2019年）[344]
- 目撃!にっぽん「球磨川に生きる〜熊本 神瀬 豪雨1年の記録〜」[9]
- 旅する水曜日 日本ドラフト対決旅（2022年7月20日、27日）
- 1万人が選ぶ！ついに決定！令和vs平成vs昭和アニソンランキング（2023年）
- キッチンカー大作戦!（2023年）
- 国民1万人がガチで投票! アイス総選挙（2023年）
- 今夜ついに決定！1万人が選ぶ 令和・平成・昭和 好きなお菓子ランキング（2023年）
- 日本人と外国人で比べてみた！好きな麺チェーン店ランキング（2024年）
- 愛を耕すひと 予告編（2024年）[345]

### ラジオ
※はインターネット配信。
- RADIO PARAGON（1994年）
- ラジオ 夏目友人帳
  - ラジオ 夏目友人帳 〜秋ノ章〜（2008年、音泉※）
  - ラジオ 夏目友人帳 〜新・秋ノ章〜（2011年、音泉※）
  - ラジオ 劇場版 夏目友人帳 〜うつせみの章〜（2018年、音泉※）
  - ラジオ 夏目友人帳 〜あやかしの章〜（2020年 - 2021年、音泉※）[346]
- 文化放送ライオンズナイタースペシャル 社長就任記念 DJ島耕作の阿久悠リクエストパレード!（島耕作） 2008年6月13日
- 井上和彦のRADIO B（2009年 - 、ぽけら※）
- 井上和彦のPRINCE FACTORY（2011年 - 2012年、ラジ友※）[347]
- 井上和彦のセラヴィ（2012年 - 2013年、ラジ友※）[348]
- 悪役令嬢ラジオおじさん（2025年、超!A&G+※）

### ラジオドラマ
- アキラとあきら（階堂一麿）
- 火星ダーク・バラード（グレアム･バンクス）
- 下町ロケット
  - ガウディ計画編〜（貴船恒広）
  - ゴースト編〜（的場俊一）
  - ヤタガラス編〜（的場俊一）
- BANANA FISH（奥村英二）

### テレビドラマ
- URAKARA 第12話 - 五代守の声
- スーパーチューナー/異能機関（2018年、WOWOW ・TOKYO MX ） - 山岡 役 [349]
- 八州犯科帳
- 大河ドラマ べらぼう〜蔦重栄華乃夢噺〜 第14回 （2025年、NHK）- 奉行 役
- リング〜最終章〜 第1回「封印は今解かれた」 - 司会者 役

### テレビ番組
- 世界まるごとHOWマッチ（声の出演）
- トリビアの泉 〜素晴らしきムダ知識〜
  - 2006年4月26日放送分後半の副音声ナレーション（『美味しんぼ』の山岡士郎の声として）また、2006年5月31日放送分のトリビアの種では、「工事現場の看板に描かれているキャラクターに一番合う声優は誰か」という検証で、顔出し出演している。
- 趣味どきっ!「一声入魂!アニメ声優塾」[350]（2015年、NHK Eテレ） - 第2回講師
- 森川さんのはっぴーぼーらっきー（第四幕：2016年11月13日 - 12月18日、テレビ神奈川）
- ぐらぶるTVちゃんねるっ!（TOKYO MX ）
  - 第25回、第26回（2019年9月22日、29日）
  - 第232回、第233回（2023年10月1日、8日）
- あけおめ！声優大集合2020（2019年12月31日、2020年1月1日、NHK BSプレミアム）[351]
- 声優のホンネ 井上和彦×堀内賢雄（2020年11月21日、ファミリー劇場）〈公式YouTube配信、ファミリー劇場CLUB動画配信、テレビ放送〉）※トーク番組。堀内賢雄と出演[352]
- Z世代声優が選ぶ！昭和アニメのスゴい声優50人はこれだ！（2023年1月4日、テレビ朝日）[353]
- 私のバカせまい史（2023年5月4日、フジテレビ）※『美味しんぼ』の山岡士郎役として声の出演 [354]
- ひるパ!〜土曜はゆるっとホームパーティー〜（2023年7月29日、テレビ東京）※ゲスト[355]
- X年後の関係者たち 〜あのムーブメントの舞台裏〜 ＃87「サイボーグ009」（2025年3月17日、BS-TBS） ※早瀬マサト、酒井あきよし、高橋望と共に出演[356]

### 実写映画
- Messiah メサイア -深紅ノ章-（2015年10月） - 堤貴也 役

### 舞台・朗読劇
- ミュージカル『飛べ!京浜ドラキュラ』（シアターアプル・81プロデュース、1982年12月） - 帝国 役
- 舞台『となりの守護神』（有限会社ダイス、2008年2月 シアターサンモール[357]） - トランプの声の主
- ミュージカル『タップ・ジゴロ』（博品館劇場、2010年3月・2012年10月） - 竹中総次郎 役
- 舞台『悪魔が来りて笛を吹く』（劇団ヘロヘロQカムパニー、2010年8月 前進座劇場） - 椿英輔 役[358]
- 舞台『究極!アニメ店長DECADE〜頂上決戦!!!兄沢vsブラックアニメイト！ 集結9人の戦士〜』（劇団ヘロヘロQカムパニー、2010年12月 天王洲アイル 銀河劇場） - 徳井崎栄暁 役[359]
- ミュージカル『でも未来には君がいる』（RayNet、2013年8月 青山円形劇場）[360]
- 音楽朗読劇『SOUND THETRE × 夏目友人帳 〜集い 音劇の章〜』（SOUND THETRE、2013年9月 東京国際フォーラム ホールA） - ニャンコ先生、斑 役
- 舞台『Messiah メサイア -白銀ノ章-』（2014年1月） - 堤貴也 役
- 舞台『ファンタシースターオンライン2 -ON STAGE-』（2014年12月） - 一ノ瀬 役
- 音楽朗読劇『The ONE』（SOUND THEATRE、2015年3月・4月） - 睦奥宗光、土方歳三 役[361]
- 朗読劇『魔導師は平凡を望む』（2015年5月23 - 24日、彩の国さいたま芸術劇場） - ゴードン 役 - 声の出演
- 音楽朗読劇『SOUND THEATRE × 夏目友人帳 〜集い 音劇の章・再び〜』（SOUND THEATRE、2015年12月 舞浜アンフィシアター） - ニャンコ先生、斑 役
- 声劇『ヒルズde怪談』（声劇和楽団、2015年12月 サントリーホールブルーローズ）
- 朗読劇『恋の狂詩曲 Que Sera Sera』（2016年4月 MUSICASA）
- 音楽朗読劇『Relic 〜tale of the last ninja〜』（シアトリカル・ライブ、2016年5月 品川ステラボール） - 高坂甚内 役[362]
- 舞台『カノン』（劇団民話芸術座、2016年8月 東京芸術劇場シアターウエスト） - 声の出演
- 朗読劇『モレンジャーファイブ』（2016年10月 光が丘IMA） - 高橋譲二 役[363]
- 舞台『CAFE PARADISE』（Office ENDLESS、2016年11月 銀座博品館劇場） - 声の出演[364]
- 音楽朗読劇『シアトリカル・ライブ版 義経千本桜』（シアトリカル・ライブ、2017年5月 品川ステラボール） - 武蔵坊弁慶 役
- 『神楽坂怪奇譚「棲」』（2017年8月15日 TheGLEE） - 泉鏡花 役
- 音楽朗読劇『SOUND THEATRE × 夏目友人帳 〜音劇の章2018〜』（SOUND THEATRE、2018年1月6日 東京国際フォーラム） - ニャンコ先生、斑 役[365]
- 音楽朗読劇『AnGeL fAlL』（フェロ☆メンプロデュース、2018年1月27日 - 28日 舞浜アンフィシアター） - ロバート・ダドリー教授 役[366]
- 『神楽坂怪奇譚「棲」』再演（2018年3月2日 TheGLEE） - 泉鏡花 役[367]
- 朗読劇×オーケストラ第3弾『サンドリヨン』〜灰かぶり姫奇縁〜（2018年7月6 - 7日、調布市グリーンホール） - アルティエール 役
- 音楽朗読劇『VOICARION III 博多座声歌舞伎〜信長の犬〜』（2018年9月1日 - 2日、博多座） - 瑠璃丸 役[368]
- 『神楽坂怪奇譚「棲」』 再再演（2018年11月25日、THEGLEE） - 女 役[369]
- 『東海道四谷怪談 外伝 嘘』（2019年2月2日 - 3日、白金高輪 セレネ スタジオ） - 宅悦（2日）、若旦那（3日）役[370]
- 舞台『ご馳走』（西瓜糖、2019年5月18日 - 26日、下北沢ザ・スズナリ） - 辺見尚介 役[371]
- 音楽朗読劇『VOICARION V grande 〜GHOST CLUB〜』（2019年6月30日、明治座） - シャーロック・ホームズ 役[372]
- 音楽朗読劇『VOICARION VI 博多座声歌舞伎〜信長の犬〜（再演）』（2019年7月20日 - 21日、博多座） - 瑠璃丸 役[373]
- 音楽朗読劇『SOUND THEATRE × 火色の文楽』（2019年10月5日 - 6日、舞浜アンフィシアター） - 松永珠市 役他[374]
- リーディングライブ『玉の梓の弓引かば』（企画団体クレアーレ、2020年2月7日 - 8日、すみだトリフォニーホール） - 声の出演[375]
- LIVE配信『信長を殺した男〜本能寺の変431年目の真実〜』朗読劇プロジェクトvol.1（2020年8月29日、オンライン配信）[376]
- 音楽朗読劇『VOICARION IX 帝国声歌舞伎 信長の犬（再々演）』（2020年9月5日 - 8日・11日、帝国劇場） - 瑠璃丸、千利休 役[377]
- グッドディスタンス -風吹く街の短篇集- 第三章 「リーディング『LYNX reading』」（2020年9月23日 - 24日、本多劇場）[378]
- 声優朗読劇 VORLESEN フォアレーゼン 山形公演 〜最上騒動記〜（2021年1月10日、山形市民会館） - 堀田清十郎 役[379]
- 音楽朗読劇『VOICARION XI 御園座声歌舞伎 〜信長の犬〜（4度目の公演・初演演出版）』（2021年1月30日 - 31日、御園座） - 瑠璃丸 役
- 声優朗読劇 VORLESEN フォアレーゼン 大阪公演 〜楠木正成〜（2021年2月20日、すばるホール） - 楠木正成 役[380]
- リーディックシアター『お憑彼サーカス 心音スノードロップ』（2021年6月20日、オルタナティブシアター） - キノシタさん 役[381]
- 『神楽坂怪奇譚「棲」』体感型配信怪奇譚（2021年8月17日、オンライン配信） - 泉鏡花 役[382]
- 『朗読と能で描く陰陽師と鬼の世界「幽玄朗読舞・KANAWA」』（2021年9月3日 - 4日、銀座博品館劇場） - 安倍晴明 役[383]
- 『朗読で描くミステリー「アルセーヌ・ルパン〜ああ、哀しき怪盗紳士〜」』（2021年10月20日、紀伊國屋ホール） - アルセーヌ・ルパン 役[384]
- 音楽朗読劇『モンテ・クリスト伯』（2021年11月10日、紀伊國屋ホール） - エドモン・ダンテス 役[385]
- CHILL CHILL BOX 7th 朗読劇『召喚IP！〜社畜とヴァンプ〜』（2021年11月23日、カルッツかわさき） - 槇島多嘉緒 役[386]
- 狂言朗読公演『狂言男師 響 〜宵の月【二人大名・棒縛】〜』（2021年11月27日、セルリアンタワー能楽堂） - シテ大名（二人大名）、太郎冠者（棒縛）役[387]
- 朗読劇『「三国志」〜誓いの調べ〜』東京公演（2021年12月5日、Zepp Haneda） - 劉備 役[388]
- 「TALES OF READING LIVE -ONLINE-」 テイルズ オブ ファンタジア編（2021年12月11日、オンライン配信） - クラース・F・レスター役[389]
- 朗読劇『君の小説に登場する僕は』（2022年5月4日、TOKYO FMホール） - 語り・古本屋の店主 役
- 音楽朗読劇『フェルメール・ブルー』（2022年8月2日、TOKYO FM ホール） - アーブラハム・ブレディウス 役[390]
- 朗読劇『吸血鬼ドラキュラ 〜Eternal Love〜』（2022年8月19日、TOKYO FM ホール） - ヴァンヘルシング 役[391]
- 声優朗読劇 VORLESEN フォアレーゼン 福岡公演 〜疑惑〜（2022年10月16日、サザンクス筑後） - ツァイラー 役[392]
- 朗読劇「幽玄朗読舞『SEIMEI〜道成寺伝説より〜』」（2022年10月25日、銀座博品館劇場） - 安倍晴明 役[393]
- 声優朗読劇 VORLESEN フォアレーゼン 北海道公演 〜フィガロの結婚〜（2022年11月20日、札幌市民交流プラザ クリエイティブスタジオ） - 伯爵 役[394]
- 江戸川乱歩 名作朗読劇『孤島の鬼』（2023年1月24日、紀伊國屋サザンシアターTAKASHIMAYA） - 明智小五郎・深山木幸吉 役他[395]
- 『古典文学朗読劇-源氏物語編-』第一章（2023年2月27日〜） - 桐壺帝 役 [396] ※配信
- 声優朗読劇 VORLESEN フォアレーゼン 和歌山公演 〜リチャード三世〜（2023年3月5日、新宮市文化複合施設 丹鶴ホール） - バッキンガム公ヘンリー/部下 役[397]
- マーダーミステリー即興劇『ザ・マフィア 〜ボスの死と継承〜』（2023年3月19日、オンライン配信） [398]
- 声優朗読劇 VORLESEN フォアレーゼン 秋田公演 〜対決〜（2023年6月18日、横手市民会館） - クヴァンツ 役[399]
- 『タイムアフターレコーディング』｣（劇団ヘロヘロQカムパニー、2023年7月1日、こくみん共済coopホール/スペース・ゼロ） ※日替わりゲスト [400]
- 『夏目漱石「夢十夜」朗読会』第一回公演（2023年7月12日、代官山鳳鳴館）[401]
- 朗読劇『革命への行進曲〜モーツァルトVS検閲官〜』（2023年8月2日、TOKYO FM ホール） - モーツァルト 役 [402]
- 朗読劇『胡蝶ノ、ユメ』（2023年8月16日、TOKYO FM ホール） - 東雲賢世 役 ほか[403]
- 朗読劇「幽玄朗読舞『SEIMEI 鬼と人と〜安達ヶ原より〜』」（2023年9月13日・15日、銀座博品館劇場） - 安倍晴明 役 [404]
- ノサカラボ朗読劇「アルセーヌ・ルパン#3『緑の目の令嬢』｣（2023年9月30日・10月1日、日経ホール） - プレジャック 役 [405]
- 声優朗読劇 VORLESEN フォアレーゼン 茨城公演 〜対決〜（2023年10月8日、常陸大宮市文化センター） - クヴァンツ 役 [406]
- 『ボイスシネマ 声優口演ライブ2023 in 有楽町』（2023年10月21日、有楽町よみうりホール） [407]
- 声優朗読劇 VORLESEN フォアレーゼン 山梨公演 〜さざ波の音が聞こえる〜（2023年10月28日、甲斐市双葉ふれあい文化館） - 山県昌景 役 [408]
- 『夏目漱石「夢十夜」朗読会』第五回公演（2023年12月6日、代官山鳳鳴館） [409]
- プレミア音楽朗読劇『VOICARION XVII 〜スプーンの盾〜』（2023年12月13日・15日・18日・25日、シアタークリエ） - タレーラン 役[410]
- 声優朗読劇 VORLESEN フォアレーゼン 宮崎公演 〜対決〜（2023年12月17日、宮崎市民プラザ オルブライトホール） - フリードリヒ/猫の声/フリーデマン 役 [411]
- 『お嬢様に贈るオジサマ・ストーリーvol.5 井上和彦デビュー50周年朗読＆ミニライブ』（2024年1月20日、秋葉原ハンドレッドスクエア倶楽部） [412]
- 『夏目漱石「夢十夜」朗読会』第六回公演「第十一夜」（2024年1月28日、品川プリンスホテル クラブeX） [413]
- 江戸川乱歩 名作朗読劇「怪人二十面相－暗黒星－」（2024年3月1日、銀座博品館劇場） - 怪人二十面相 役ほか [414]
- 声優朗読劇 VORLESEN フォアレーゼン 神奈川公演 〜ドン・ジョヴァンニ〜（2024年3月3日、横須賀芸術劇場） - ディマンシュ/ナレーション/裁判長 役 [415]
- 声優朗読劇 VORLESEN フォアレーゼン 京都公演 〜対決〜（2024年4月21日、京都中丹文化会館） - クヴァンツ 役[416]
- 朗読劇「若きウェルテルの悩み」（2024年5月3日、TOKYO FM HALL） - ヴィルヘルム役 ほか [417]
- 声優朗読劇 VORLESEN フォアレーゼン 徳島公演 〜傷だらけのインディゴブルー〜（2024年5月5日、 あわぎんホール） - 蔦屋重三郎/松平定信 役 [418]
- 朗読劇「ネコたん！〜猫町怪異奇譚〜」（2024年5月10日・13日、あうるすぽっと） - サクタロー 役[419]
- 朗読劇『ニュー・ルネッサンス・イン・パリ』（2024年7月23日、銀座博品館劇場） - ミッテラン大統領 役ほか [420]
- 井上和彦50周年記念公演 Kazz'S 『エニグマ変奏曲』（2024年8月23日-25日、銀座博品館劇場） - アベル・ズノルコ 役[421]
- 江戸川乱歩 名作朗読劇『少年探偵団 －化人幻戯－』（2024年9月4日、紀伊國屋サザンシアターTAKASHIMAYA） - 明智小五郎 役ほか [422]
- 声優朗読劇 VORLESEN フォアレーゼン 大阪公演 〜不器用な果実たち〜（2024年11月10日、八尾市文化会館） - 徳川家康 役/ナレーション [423]
- 朗読劇「ネコたん！弐 〜猫町怪異奇譚〜」仮面遊戯殺猫事件（2024年11月20日、草月ホール） - サクタロー 役ほか
- 井上和彦50周年記念公演 Kazz'S 『エニグマ変奏曲』 大阪追加公演（2024年12月27日-29日、近鉄アート館） - アベル・ズノルコ 役[421]
- プレミア音楽朗読劇『VOICARION XIX ～スプーンの盾～』（2025年1月9日、14日 - 15日、シアタークリエ） - タレーラン 役[424]
- SF空想科学朗読劇『宇宙戦争』（2025年1月11日、I'M A SHOW） - 牧師/ヘンダーソン 役ほか [425]
- 声優朗読劇 VORLESEN フォアレーゼン 愛媛公演 〜黒いリボンの葬列〜（2025年1月12日、しこちゅ〜ホール） - ショパンⅡ/ニコラ 役
- ノサカラボ Reading Echoes『Fiend/Friend in 20faces』（2025年1月30日 - 2月2日、THEATER MILANO-Za / 2月6日 - 9日、COOL JAPAN PARK OSAKA WWホール） - 明智小五郎 役（大塚明夫とWキャスト）[426]
- 声優朗読劇 VORLESEN フォアレーゼン 埼玉公演 〜外伝・奥の細道〜（2025年2月15日、草加市文化会館） - 同心/朱舜水 役 [427]
- 田中芳樹「銀河英雄伝説」原案オリジナル朗読劇 『ひとつぶの麦』（2025年3月1日、 座・高円寺2） - アッテンボロー 役 [428]
- 音楽朗読劇『仮面の男』〜アレクサンドル・デュマ・ペール『ダルタルニャン物語』より〜（2025年3月4日、銀座博品館劇場） -アトス 役 他[429][430]
- 江戸川乱歩朗読劇『幻調乱歩大系』 幻調乱歩３ 東京ニュートロン曠野（2025年3月7日、草月ホール）- 重光葵 役
- 平家物語 -胡蝶の被斬-（2025年3月16日 - 17日、新国立劇場 中劇場） - 後白河院 役 [431]
- 朗読会 四季シリーズ・春「桜の森の満開の下」（2025年4月5日 - 6日、品川プリンスホテル クラブeX）  - 女/山賊 役（兼演出）[432]
- 野村道子プロデュース朗読歌劇 『マダム・バタフライ～ある晴れた日に～』（2025年5月3日 - 4日、横浜市磯子区民文化センター 杉田劇場） - シャープレス 役[433]
- 朗読劇『新選組の恋〜春の在処〜』（2025年5月5日、銀座博品館劇場） - 近藤勇 役[434]
- 朗読劇「ネコたん！弐 ぷらす 〜猫町怪異奇譚〜」仮面遊戯殺猫事件（2025年6月18日、あうるすぽっと） - 雨宮将太 役[435]
- 朗読会 四季シリーズ・夏「イーハトーヴの旅 〜宮沢賢治の声が聞こえる〜」（2025年8月17日〈予定〉、品川プリンスホテル クラブeX）[436]
- VISIONARY READING『三島由紀夫レター教室』（2025年10月7日〈予定〉、紀伊國屋ホール） - 山トビ夫 役[437]

### 玩具
- 動物戦隊ジュウオウジャー ジニスのオモチャ コンティニューメダル&メーバメダルセット（2016年11月） - ジニス 役

### その他コンテンツ
- 島耕作初芝五洋ホールディングス社長就任会見（島耕作の声）
- ソースネクスト メキメキ算数伝説/算数伝説 ドラゴンクリスタルを探せ（クールゲッツ）
- 『ナルティメットアクセル3』のCMで半年間顔出し出演した。
- オーディオドラマ『グランブルーファンタジー OTOCA』亡国の四騎士 / 氷炎牆に鬩ぐ（2016年 - 2017年、ジークフリート ） - 2作品
- 「劇場版 夏目友人帳 〜うつせみに結ぶ〜」公開記念特番（2018年）[438]
- ボイレピ♪ 朝ごはん #24 井上和彦さんの声で作る「メキシコのチキンケサディーヤ」（2022年）[439]
- JR東日本仙台支社 仙石線・仙石東北ライン 車内放送（2023年12月 - 2024年2月）[440]

## ディスコグラフィ

### シングル
| #              | 発売日         | A/B面          | タイトル               | 作詞           | 作曲           | 編曲           | 規格品番       |
| 日本コロムビア | 日本コロムビア | 日本コロムビア | 日本コロムビア         | 日本コロムビア | 日本コロムビア | 日本コロムビア | 日本コロムビア |
| -------------- | -------------- | -------------- | ---------------------- | -------------- | -------------- | -------------- | -------------- |
| 1              | 1980年 1月1日  | A面            | P.S.アイ・ラブ・ユー   | 深野義和       | 深野義和       | 川上了         | CK-555         |
| 1              | 1980年 1月1日  | B面            | 愛 果てるまで          | 深野義和       | 深野義和       | 川上了         | CK-555         |
| 2              | 1980年 8月1日  | A面            | あいつは噂のバイシクル | 深野義和       | 深野義和       | 所太郎         | CK-569         |
| 2              | 1980年 8月1日  | B面            | 旅                     | 深野義和       | 深野義和       | 所太郎         | CK-569         |
| キングレコード |                |                |                        |                |                |                |                |
| 3              | 1981年 8月21日 | A面            | 想い出の夏             | 亜蘭知子       | 中島正雄       | 中島正雄       | K07S-193       |
| 3              | 1981年 8月21日 | B面            | いとしのLADY BABY      | 亜蘭知子       | 中島正雄       | 中島正雄       | K07S-193       |

### アルバム

#### カバー・アルバム
|  | 発売日        | タイトル            | 規格品番 |
|  | ------------- | ------------------- | -------- |
|  | 2012年2月14日 | Iyashion 〜癒し音〜 | GKRK-001 |

### DVD
|  | 発売日        | タイトル                                                     | 備考                                                                    |
|  | ------------- | ------------------------------------------------------------ | ----------------------------------------------------------------------- |
|  | 2014年7月28日 | 井上和彦 Special DVD「Birthday Talk & Live 60 〜風まかせ〜」 | 2014年3月16日に赤坂レッドシアターで行われた還暦を祝うライブの模様を収録 |

### キャラクターソング
| 発売日         | 商品名                                                                      | 歌                                                                                                   | 楽曲                                                                    | 備考                                                                  |
| -------------- | --------------------------------------------------------------------------- | --- | ----------------------------------------------------------------------- | --------------------------------------------------------------------- |
| 2007年7月25日  | 今日からマ王！キャラクターソングアルバム みんなのうた                       | フォンクライスト卿ギュンター（井上和彦）                                                             | 「愛のみずうみ」                                                        | テレビアニメ『今日からマ王！』関連曲                                  |
| 2007年7月25日  | 今日からマ王！キャラクターソングアルバム みんなのうた                       | 眞魔国王立合唱団                                                                                     | 「約束」                                                                | テレビアニメ『今日からマ王！』関連曲                                  |
| 2008年3月26日  | 今日からマ王！キャラクターソングシリーズ Vol.5 フォンクライスト卿ギュンター | フォンクライスト卿ギュンター（井上和彦）                                                             | 「降誕祭の夜」 「蝋燭」                                                 | テレビアニメ『今日からマ王！』関連曲                                  |
| 2016年9月7日   | おそ松さん Original Sound Track Album                                       | イヤミ（鈴村健一）、トト子（遠藤綾） feat.おそ松さんオールスターズ                                   | 「SIX SAME FACES 〜今夜も最高!!!!!!!!!!!!!!〜 type FINAL」              | テレビアニメ『おそ松さん』エンディングテーマ                          |
| 2016年11月23日 | The Dragon Knights 〜GRANBLUE FANTASY〜                                     | ランスロット（小野友樹）、ヴェイン（江口拓也）、パーシヴァル（逢坂良太）、ジークフリート（井上和彦） | 「The Dragon Knights」                                                  | ゲーム『グランブルーファンタジー』関連曲                              |
| 2021年2月24日  | Amazing Intelligence 〜クズは最高!!!!!!!!!!!!!♡♡△△〜                        | オムスビ（山本和臣） with おそ松さんオールスターズ                                                   | 「Amazing Intelligence 〜クズは最高!!!!!!!!!!!!!♡♡△△〜」                | テレビアニメ『おそ松さん』第3期エンディングテーマ                     |
| 2021年2月24日  | DESIGNED BY HEAVEN!                                                         | パライソ☆社員スターズ                                                                                | 「DESIGNED BY HEAVEN!」                                                 | テレビアニメ『天地創造デザイン部』エンディングテーマ                  |
| 2021年2月24日  | DESIGNED BY HEAVEN!                                                         | パライソ☆社員スターズ                                                                                | 「DESIGNED BY HEAVEN!＜Ad-Option Remix＞」                              | テレビアニメ『天地創造デザイン部』関連曲                              |
| 2021年8月18日  | おそ松さん Original Sound Track Album3                                      | オムスビ（山本和臣） with おそ松さんオールスターズ                                                   | 「Amazing Intelligence 〜クズは最高!!!!!!!!!!!!!♡♡△△〜 Type FINAL」     | テレビアニメ『おそ松さん』第3期エンディングテーマ                     |
| 2021年9月8日   | STATION IDOL LATCH! 02                                                      | 烏鷹鉄路 / 新橋（井上和彦）、湊航琉 / 浜松町（狩野翔）、北颯 / 田端（矢野奨吾）                      | 「SUNRISE!!」                                                           | 『STATION IDOL LATCH!』関連曲                                         |
| 2021年11月3日  | Knights of Chivalry 〜誓いのフェードラッヘ〜                                | ランスロット（小野友樹）、ヴェイン（江口拓也）、ジークフリート（井上和彦）、パーシヴァル（逢坂良太） | 「Knights of Chivalry 〜誓いのフェードラッヘ〜」 「キミとボクのミライ」 | ゲーム『グランブルーファンタジー』関連曲                              |
| 2022年12月21日 | ポプテピピック ALL TIME BEST 3                                              | ポプ子（井上和彦）、ピピ美（堀川りょう）                                                             | 「アイデンティティ」                                                    | テレビアニメ『ポプテピピック TVアニメーション作品第二シリーズ』挿入歌 |
| 2023年6月7日   | 「吸血鬼すぐ死ぬ」キャラクターソング入りサウンドトラック②                   | Y談おじさん（井上和彦）                                                                              | 「ライムライト・ワイナリー」                                            | テレビアニメ『吸血鬼すぐ死ぬ2』関連曲                                 |
| 2025年1月10日  | マツケンサンバII                                                            | グレイス＝憲三郎（井上和彦、M・A・O）                                                                | 「マツケンサンバII」                                                    | テレビアニメ『悪役令嬢転生おじさん』エンディングテーマ                |
| 2025年3月7日   | 銀河鉄道999                                                                 | グレイス＝憲三郎（井上和彦、M・A・O）                                                                | 「銀河鉄道999」                                                         | テレビアニメ『悪役令嬢転生おじさん』挿入歌                            |

### その他参加作品
| 発売日        | 商品名                | 歌       | 楽曲 | 備考 |
| ------------- | --------------------- | -------- | --- | ---- |
| 2007年9月19日 | 百歌声爛 -男性声優編- | 井上和彦 | 「誰がために」〜 「メロスのように -LONELY WAY-」〜 「あしたのジョー」〜 「行け！タイガーマスク」〜 「ゲッターロボ！」〜 「銀河鉄道999」〜 「妖怪人間ベム」〜 「タッチ」〜 「ゲゲゲの鬼太郎」〜 「キューティーハニー」 |      |

## 音響監督
- 機動新撰組 萌えよ剣TV
- 人造人間キカイダー THE ANIMATION
- スパイラル -推理の絆-
- SAMURAI GIRL リアルバウトハイスクール
- 石黒和臣氏の、ささやかな愉しみ
- 課長の恋
- きみのとなりで眠りたい
- 恋の〜シリーズ 1 恋のテイスティング
- 恋の〜シリーズ 2 恋のシーズニング
- 恋の〜シリーズ 3 恋のミキシング
- 妖魔なオレ様と下僕な僕

### アフレコ監督
- うえきの法則
- tactics

### 演出
- 法律事務所に恋が咲く

## 著書
- 幸せの楽園 THE PARADISE （ムービック、1996年、ISBN 978-4896012149
- 風まかせ 声優・井上和彦の仕事と生き方（宝島社、2024年、ISBN 978-4299046772